# Armée de Carthage
L’armée de Carthage fut l'une des forces militaires les plus importantes de l'Antiquité classique.
Même si pour Carthage, sa marine de guerre fut toujours sa principale force, l'armée acquit un rôle clé dans l'extension du pouvoir punique sur les habitants du nord de l'Afrique et du sud de la Péninsule Ibérique, principalement dans la période comprise entre le VIe siècle av. J.-C. et le IIIe siècle av. J.-C. À partir du Ve siècle av. J.-C., Carthage mit en œuvre un ambitieux programme d'expansion vers la Sardaigne, les îles Baléares et l'Afrique du Nord. Pour cette raison, l'armée se transforma progressivement en une mosaïque multiethnique, car l'insuffisance de ressources humaines propres motiva la nécessité d'enrôler des contingents de troupes étrangères, principalement comme mercenaires. Ce fait transforma les forces armées de Carthage en un conglomérat d'unités puniques, alliées et de mercenaires.
Quant à sa structure militaire, elle consista toujours en une armée combinée, qui disposait d'infanterie légère et lourde, d'artillerie, de chasseurs à pied, de cavalerie légère et lourde, ainsi que de sections d'éléphants de guerre et de chars de guerre. Le commandement suprême de l'armée fut initialement détenu par les suffètes jusqu'au IIIe siècle av. J.-C. À partir de cette date, ce sont des généraux nommés directement par le Sénat ou l'Assemblée qui reçurent cette charge.
L'armée de Carthage affronta, en de nombreuses occasions, les armées grecques pour la domination de la Sicile. Cela influença le développement des tactiques et des armes de Carthage, qui fonda son armée sur les unités de phalanges. La dispute de la Sicile se révéla infructueuse, et jamais Carthage ne parvint à conquérir la ville de Syracuse.
Néanmoins, la machinerie de guerre carthaginoise connut son défi majeur en affrontant les légions romaines au cours des guerres puniques. Même si Carthage fut finalement battue, son armée obtint des triomphes remarquables sous le commandement d'hommes exceptionnels tels que Hannibal et Hamilcar Barca.

## Nature
La caractéristique la plus frappante de l'armée de Carthage était sa composition, étant donné qu'elle comptait un grand contingent de forces étrangères. Carthage disposait d'un corps réduit de citoyens parmi lesquels elle pouvait recruter des troupes et qui plus est, il manquait à ceux-ci une solide tradition militaire. Il n'en était pas ainsi pour la marine de guerre, qui comprenait un meilleur entraînement, une longue tradition et une longue expérience, mais les armées de terre tendaient à être enrôlées ou à grossir essentiellement quand elles étaient nécessaires pour des actions de guerre, et étaient dissoutes à la fin du conflit.
Les citoyens étaient seulement obligés d'effectuer le service militaire pour défendre leur propre ville en cas de menace directe. Cette absence de force citoyenne propre rendait nécessaire que cette armée fût composée surtout de soldats étrangers : Libyens, Ibères, Gaulois, Grecs, etc.
Cependant, considérer que l'armée de Carthage était composée de mercenaires n'est pas non plus conforme à la réalité : nombre de troupes étrangères que Carthage enrôlait pour le service militaire ne luttaient pas avec la ville punique simplement pour l'argent. Quelques contingents ne recevaient pas de rémunération, mais ils étaient simplement offerts par des royaumes tributaires ou alliés, comme partie des accords conclus dans les traités bilatéraux. C'était fréquemment le cas, par exemple, entre les royaumes numides, qui entretenaient des relations politiques fortes avec les Carthaginois. Cela arrivait également dans des relations plus étroites qui rapprochaient divers peuples avec certains généraux en particulier, comme Hannibal.
La nature différentielle de l'armée de Carthage impliquait qu'un commandant carthaginois avait sous ses ordres des contingents de troupes très différents, procédant de divers peuples. Cela empêche qu'on puisse parler d'une armée carthaginoise typique, étant donné que chaque force punique possédait des caractéristiques uniques. D'autre part, sa composition comprenait une série d'avantages et d'inconvénients : elle offrait au général une armée très polyvalente, formée de troupes très diverses avec un haut de degré de professionnalisation, qui pouvaient se recruter avec une grande rapidité. Toutefois, ce type d'ost exposait le général à de grandes difficultés pour lier et combiner de façon adéquate tous les contingents, à tel point qu'une armée formée par l'union de corps divers et expérimentés (par exemple, l'armée carthaginoise de la bataille de Zama) pouvait avoir des problèmes pour agir comme une entité unique.

## Évolution

### Magon et la consolidation du pouvoir militaire de Carthage
Jusqu'à l'année 550 av. J.-C., Magon, général en chef de l'armée punique, gouverna à Carthage. Celui-ci mit en œuvre une série de réformes qui consolidèrent le pouvoir et la réglementation militaire de la cité. Le noyau militaire, au cours du IVe siècle av. J.-C., était la phalange, formée par les citoyens de Carthage, qui avaient l'obligation de servir dans l'armée.
Selon les rares mentions qui nous sont parvenues à partir des sources classiques sur la manière de combattre des puniques, les armées carthaginoises archaïques devaient combattre en formation serrées de lanciers, similaires à l'armée qui affronta Timoléon en Sicile.

« On devina que c'était des Carthaginois à l'éclat de leur attirail, à la lenteur et à l'ordre de leur marche. »

— Plutarque.
Le maximum de troupes recrutées peut s'estimer à partir de la capacité des quartiers situés dans les anneaux de murailles qui protégeaient la ville. Ils logeaient 24 000 fantassins, 4 000 cavaliers et quelque 300 éléphants de guerre. Il est probable que parmi ces chiffres on doive compter un fort contingent de mercenaires et de troupes auxiliaires. D'autre part, Appien mentionne des chiffres de 1 000 cavaliers, 40 000 soldats d'infanterie lourde et 2000 chars de guerre recrutés pour s'opposer à l'invasion d'Agathocle.

#### Utilisation massive de mercenaires
Le sénat de Carthage, après les désastres des guerres de Sicile des Ve et IVe siècles av. J.-C., au cours desquelles périrent un grand nombre de citoyens puniques, opta pour augmenter la composition de ses armées de terre en ayant recours massivement à des mercenaires, un système déjà mis en œuvre de façon plus réduite à la fin du VIe siècle av. J.-C. avec la réforme militaire de Magon. À partir de 480 av. J.-C., des mercenaires ibères et des frondeurs baléares combattirent dans les rangs de l'armée carthaginoise en Sicile : à la bataille d'Himère, lors du siège et de la destruction de Sélinonte (409 av. J.-C.), durant les conquêtes d'Himère (408 av. J.-C.), d'Agrigente (406 av. J.-C.), de Gela et de Camarina (405 av. J.-C.), au siège de Syracuse (397 av. J.-C. - 395 av. J.-C.) et lors de la première guerre punique. La plupart des sources classiques mettent l'accent sur la multinationalité de l'armée de Carthage, qui ressemble en cela à l'armée perse.
L'utilisation de mercenaires est documentée, au moins durant la seconde guerre sicilienne par Diodore qui mentionne de grands contingents de troupes mercenaires lors de l'invasion, par Himilcon, de la Sicile. Les mercenaires composaient la majeure partie de l'armée carthaginoise, où l'on rencontrait aussi des chars de guerre et l'infanterie libyo-phénicienne. D'après les données fournies par Diodore, cette dernière représentait seulement une petite partie de l'armée, puisque Carthage fut capable de la retirer au complet en utilisant seulement quarante trières. Sa flotte complète s'élevait à plus de « six cents navires ». Même si ce dernier chiffre est probablement exagéré, le contraste en nombre de navires implique une différence de troupes importante, sans oublier que les troupes puniques furent décimées par la peste durant le siège de Syracuse.

« (Himilcon) appareilla quarante trirèmes durant la nuit, dans lesquelles il embarqua les citoyens de Carthage, et s'en retourna, abandonnant le reste de l'armée. »

— Diodore de Sicile, Bibliothèque historique XIV, 75.4
Diodore mentionne l'existence de mercenaires ibères dans l'armée carthaginoise qui envahit la Sicile sous les ordres de Himilcon, les seuls qui ne furent pas faits prisonniers et qui entrèrent au service du tyran Denys l'Ancien.

« Les Ibères se regroupèrent avec leurs armes et envoyèrent un émissaire pour qu'il négociât avec le tyran pour entrer à son service. Denys fit la paix avec eux et les prit à son service comme mercenaires. »

— Diodore de Sicile, Bibliothèque historique XIV, 75.8-9
Les recruteurs puniques parcoururent tous les confins de la Méditerranée attirant chez les Carthaginois une pléiade d'hommes en armes, d'aventuriers et d'esclaves fugitifs qui formèrent, avec les peuples alliés, une armée plurielle qui atteignit sa plus grande efficacité quand un commandement décidé, et avec un ascendant sur la troupe, fut capable de réunir des groupes aussi hétérogènes pour combattre en suivant les paramètres de guerre complexes des grandes formations qu'ils exigeaient, par exemple, durant les campagnes contre Rome.
Les références à des mercenaires utilisés durant la première guerre punique sont multiples :

« Ils (les Carthaginois) firent de grandes levées de soldats au-delà de la mer, dans la Ligurie, dans les Gaules, de plus grandes encore dans l'Espagne, et ils les envoyèrent toutes en Sicile. »

— Polybe, ' « Histoires (livre I) »
Ce passage de Polybe relate fidèlement la nature mercenaire de l'armée de Carthage. Des « soldats » d'« au-delà de la mer ». Toutefois, il ne fait pas référence à des forces libyennes.
Tite-Live mentionne la capture de recruteurs puniques près de Sagonte, en l'an 203 av. J.-C. :

« À la même époque arrivèrent des députés de Sagonte : ils amenaient des Carthaginois qu'ils avaient saisis avec des sommes d'argent, et qui étaient passés en Hispanie pour y soudoyer des auxiliaires. Ils déposèrent deux cent cinquante livres d'or et huit cents livres d'argent dans le vestibule de la curie. »

— Tite-Live, Histoire de Rome depuis sa fondation XXX, 21,3-4
Des Celtes, Gaulois, Ligures, Numides, Libyens, Grecs et, surtout, des Ibères furent recrutés en grandes quantités par Carthage.
Les mercenaires Ibéres au service de Carthage commencent à être cités dans les sources classiques à la fin du VIe siècle av. J.-C., en relation avec les troupes stationnées en Sardaigne. À ce qu'il paraît, les Ibères firent partie des troupes auxiliaires carthaginoises qui soumirent quasiment toute l'île, puis à la suite d'une querelle avec les Libyens pour le butin, il se séparèrent de l'armée et s'établirent dans les parties élevées de la Sardaigne.
Ce ne sera pas avant l'an 396 av. J.-C., et comme conséquence de la fuite de Himilcon, que certains contingents entreront au service de Syracuse, participant y compris dans les guerres menées en Grèce durant le IVe siècle av. J.-C.
On peut établir deux phases dans le recrutement des mercenaires ibères :
- La première, entre le VIe siècle av. J.-C. et la conquête de Barcides (IIIe siècle av. J.-C.), se limite au sens strict à la pratique du mercenariat.
- À partir de cette date, les alliances établies moyennant des pactes d'amitié ou de dépendance servirent pour grossir les rangs carthaginois de mercenaires, notamment parmi les tribus de l'intérieur de la Péninsule Ibérique.

#### Causes de l'enrôlement
L'historiographie a longuement débattu des causes de l'enrôlement des guerriers Ibéres comme mercenaires, citant en premier lieu et comme motif principal les difficultés économiques de ces peuples. Cette thèse est soutenue dans un texte de Diodore de Sicile dans lequel ce dernier fait allusion au brigandage comme l'une des pratiques les plus fréquentes des Ibères.

### Les réformes deXanthippe
« Dans ces conjectures arrive à Carthage avec une forte recrue, un nommé Xanthippe, officier lacédémonien, consommé dans la connaissance de l'art militaire, et qui faisait des levées en Grèce, moyennant une récompense fixée pour ce genre de services. »

— Polybe,  « Histoires (livre I) »
L'an 255 av. J.-C., arrive à Carthage un général spartiate appelé Xanthippe, qu'on respectait pour sa grande expérience militaire. Il semble que les Carthaginois envoyèrent en Grèce des émissaires destinés à recruter des mercenaires, et dans le passage ci-dessus (écrit par Polybe, un Grec), on trouve la preuve que divers contingents helléniques luttèrent à la solde de l'armée Carthaginoise. Xanthippe gagnera la faveur du sénat de Carthage en peu de temps. Il lui sera alors concédé le commandement de l'armée, qu'il entraîne au style macédonien.

« Xanthippe sortit l'armée hors de la ville, la disposa en ordre de bataille et commença, en la divisant en sections, à faire des évolutions et l'instruire selon les règles de l'art. »

— Polybe, « Polybe : Histoires (livre I) »

### Les armes combinées
Aussi bien Frontin que Polybe nous donnent des pistes sur la disposition de l'armée carthaginoise sous le commandement de Xanthippe, à la bataille de Tunis.

« Il (Xanthippe) dispose les éléphants sur une seule ligne, devant la phalange, à une distance plus grande que d'habitude des troupes à la solde de la république, il place les moins légèrement armées à la droite de la phalange, et les plus habiles sont jetées entre la cavalerie des deux ailes, derrière les escadrons. »

— Polybe, « Histoires (livre I) ».
L'écrasante victoire carthaginoise, qui prolongea la guerre d'une décennie, fut abondamment traitée à Rome, comme le révèle le texte suivant de Frontin, général et écrivain latin :

« Le Lacédémonien Xanthippe, livrant bataille à M. Attilius Regulus, en Afrique, plaça à la première ligne ses troupes légères, et au corps de réserve l’élite de son armée ; puis il donna l’ordre aux auxiliaires de se retirer aussitôt qu’ils auraient lancé le javelot, et, une fois rentrés dans l’intérieur des lignes, de courir promptement aux deux ailes, et d’en sortir pour envelopper eux-mêmes les Romains, qui alors seraient aux prises avec ses troupes les plus fortes. »

— Frontin, Les Stratagèmes II III-10.
La disposition adoptée rappelle la formation typique des armes combinées de l'armée macédonienne du temps d'Alexandre le Grand, avec quelques variantes. L'utilisation d'éléphants de guerre en est peut-être la principale. À cette occasion, on les dispose à l'avant de l'armée, au contraire des généraux carthaginois de l'époque, comme Hannon, qui plaçaient les pachydermes en seconde ligne de combat. Les troupes étrangères sont les mercenaires, et aux plus légers, on accorde la fonction classique des peltastes grecs, appuyer la cavalerie entre les lignes tandis qu'avance l'infanterie lourde. Dans ce paragraphe, on effectue la première référence à la phalange carthaginoise, qui est explicitement différenciée des « troupes étrangères ». D'un autre côté, tant Polybe que Xanthippe sont grecs ; par conséquent, ladite phalange pourrait être composée de mercenaires grecs, étrangers à Carthage mais pas vis-à-vis du général. Le plus probable est qu'elle fut composée essentiellement de lanciers africains appuyés par des détachements de mercenaires grecs.

#### Exploitation du terrain
Dans la description de la bataille que fait Polybe, celui-ci relate que Xanthippe fonde sa poussée sur la charge des éléphants (ils jouent, ainsi, un rôle plus actif) suivie du solide avant de la phalange carthaginoise, situé en plaine. La plaine permet la manœuvrabilité de la phalange, laquelle sinon pourrait subir des ruptures entre ses lignes, ce qui serait fatal pour une formation totalement compacte et rigide, basée sur sa puissance frontale imparable. Les troupes mercenaires, de fait, sont battues et expulsées du combat. Pendant ce temps, la cavalerie carthaginoise bat la cavalerie adverse et appuie postérieurement l'infanterie depuis les flancs. Xanthippe exprime au maximum l'utilité des armes combinées (cavalerie, éléphants, troupes légères et phalange), transformant la bataille en une victoire punique sans appel.
De cette façon, Xanthippe, changeant le terrain, changea la tournure de la première guerre punique. Il observa que lors des précédentes batailles les Africains, supérieurs en cavalerie et en éléphants, se maintenaient dans les collines limitant ainsi leurs mobilités. Tandis que les Romains, supérieurs en infanterie, se maintenaient en plaine. Il déplaça alors le champ des opérations vers la plaine, où il rompait les formations romaines avec les éléphants et plus tard, il traquait les troupes dispersées avec la cavalerie numide. Ainsi, il mit en pièces l'armée romaine, qui jusqu'alors s'en était toujours sortie victorieuse dans ses affrontements sur terre.

### Les tactiques d'Hamilcar
L'an 247 av. J.-C., après dix-huit ans de guerre, Hamilcar fut nommé chef de l'armée et de la marine de guerre carthaginoise. Rapidement, il gagna une réputation de grand commandant et d'habile général. Cornélius Népos exalte la figure d'Hamilcar, allant jusqu'à affirmer que durant son séjour en Sicile, jamais il ne fut battu par les Romains.

« Tandis que, avant son arrivée dans cette île, les affaires des Carthaginois y allaient mal et sur mer et sur terre, aussitôt qu’il y fut présent, il ne céda jamais à l’ennemi, ni ne lui donna lieu de lui nuire ; souvent, au contraire, il le provoqua, lorsqu’il en eut l’occasion, et sortit toujours vainqueur du combat. Aussi, quand les Carthaginois avaient presque tout perdu en Sicile, il défendit Éryx de manière qu’il ne semblait point que la guerre eût été faite près de là. »

— Cornélius Népos, Les Vies des grands capitaines, Hamilcar Les Vies des grands capitaines - Hamilcar.
L'œuvre de Népos ne dévoile pas grand chose sur la tactique de l'armée punique sous Hamilcar. Cependant, de ses paroles, il est possible de déduire que le général évitait les affrontements à grande échelle, ce qui fait penser qu'il réorganisa l'armée, l'entraînant pour le combat en terrain difficile et utilisant des tactiques de guérilla. Le premier signalement qu'on ait d'Hamilcar sur le front sicilien, narre son débarquement éclair dans la petite crique du mont Éryx, l'an 246 av. J.-C., au retour d'une incursion navale chez les Bruttiens.

#### Guerre de guérillas
En suivant les textes de Polybe, on peut en déduire qu'Hamilcar utilisa le mont Éryx comme base des opérations. De là-bas, il harcelait les troupes romaines en Sicile centrale et occidentale et lançait des incursions navales vers le reste de l'île et vers le sud de l'Italie. L'écrivain grec décrit la base d'Hamilcar ainsi :

« De là, il prit avec toute sa flotte la route de Palerme, et s'empara d'Ercte, place située sur la côte de la mer, entre Éryce et Palerme [...] c'est une montagne qui, s'élevant de la plaine jusqu'à une assez grande hauteur, est escarpée de tous côtés, et dont le sommet a au moins cent stades de circonférence. Au-dessous de ce sommet, tout autour, est un terrain très fertile, où les vents de mer ne se font pas sentir [...] Sur la montagne s'élève encore une butte, qui peut servir comme de donjon, et d'où il est aisé d'observer ce qui se passe dans la plaine. Le port a beaucoup de fond et semble fait exprès pour la commodité de ceux qui vont de Drépane et de Lilybée en Italie. On ne peut approcher de cette montagne que par trois endroits, dont deux sont du côté de la terre et un du côté de la mer, et tous trois fort difficiles. »

— Polybe,  Histoires, « (livre I) ».
Hamilcar demeura trois ans au campement fortifié de d'Ercte, durant lesquels « les escarmouches étaient fréquentes, bien qu'il ne se produisît pas de combat à grande échelle ». Les démarches diplomatiques ne devaient pas manquer, puisque trois ans plus tard (en 244 av. J.-C.), il lança une attaque sur la ville d'Éryx, assiégeant les Romains — qui occupaient encore la ville — à l'intérieur de l'acropole. Son objectif était de distraire l'attention des Romains des deux derniers bastions puniques dans l'île : Lilybée et Trapani, en même temps qu'il épuisait leurs forces. Ses tactiques eurent du succès et Rome, finalement, abandonna la tentative terrestre en faveur de la construction d'une nouvelle marine de guerre.
La cavalerie numide et les éléphants, jouèrent de nouveau un rôle significatif dans la guerre des Mercenaires. Les deux principales villes alliées de Carthage étant assiégées, Hamilcar recourt à des troupes légères pour saboter les convois et couper les lignes de communication des rebelles.

« Il [Hamilcar] prit encore avec lui Naravase, et, accompagné de ces deux capitaines, il bat la campagne pour couper les vivres à Mathos et à Spendius. Dans cette expédition, comme dans bien d'autres, Naravase lui fut d'une extrême utilité. »

— Polybe,  Histoires, « (livre I) ».

#### Doctrine de mobilité

Mouvements tactiques durant la Bataille de Bagradas (239 av. J.-C.).

Au long de sa vie, Hamilcar, se distingua dans la direction d'armées de petite et moyenne taille. Nommé de nouveau commandant en chef durant la guerre des Mercenaires, (241 - 238 av. J.-C.), charge qu'il partagea durant un temps avec un autre général, Hannon le Grand, on lui attribua la tête d'une armée réduite et rapidement enrôlée.
La doctrine de mobilité d'Hamilcar se manifesta notamment dans les combats comme la Bataille de Bagradas, peut-être l'œuvre maîtresse de tactique militaire du Carthaginois, car il réunit durant cette même bataille plusieurs facteurs d'importance singulière :
- Étude et exploitation du terrain : Hamilcar avait observé qu'en été, quand le vent du désert soufflait, le sable emporté par ce vent formait un dépôt de boue qui créait une route viable à l'embouchure de la rivière.
- Facteur surprise : il prépara l'armée pour la marche, espérant que cela aurait lieu, sans mentionner ses plans à personne. De cette façon, en mobilisant l'armée, personne ne s'attendait à ce qui allait se produire. Il traversa le gué de nuit et attaqua le matin.
- Mobilité : l'armée complète se trouva préparée pour la marche à la tombée de la nuit, durant laquelle toutes les troupes traversèrent l'autre rive. Au lever du jour, il ne restait pas un seul soldat sur l'autre rive.
- Manœuvrabilité : attaqué depuis le nord et l'ouest, Hamilcar réorganisa son armée rapidement. La cavalerie et les éléphants, qui formaient l'avant-garde, se retirèrent par les extrémités de la formation, tandis que la phalange, située à l'arrière-garde, commençait à déployer une ligne compacte face à l'ennemi.

Cette doctrine de mobilité se manifesta de nouveau durant la Bataille du défilé de la Scie. Selon ce que nous relate Polybe, dans de nombreux combats à moyenne échelle, Hamilcar séparait l'armée ennemie, qui comportait un grand nombre de troupes en les attaquant par tous les flancs. Dans des batailles plus générales, il disposait des embuscades inattendues pour les rebelles, ou surgissait du néant quand ses ennemis s'y attendaient le moins, que ce fût de jour ou de nuit. Le point culminant de cette stratégie se produisit quand le général, avec une armée moins nombreuse, harcela les troupes rebelles qui étaient assiégées dans un défilé.

### L'armée d'Hannibal

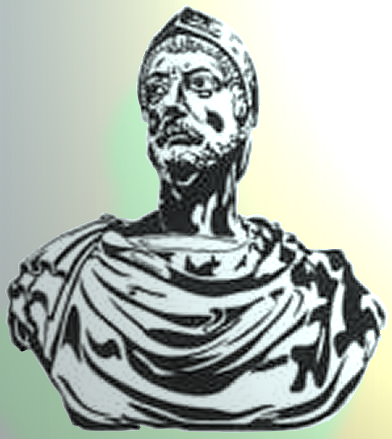
Reconstitution par ordinateur du buste d'Hannibal réalisé par Horace.

Considéré comme l'un des meilleurs stratèges de l'Histoire, Hannibal reçut l'héritage d'un autre grand stratège, son père Hamilcar.
Après presque trois décennies de présence en Hispanie, Carthage contrôlait la quasi-totalité de la Péninsule Ibérique, elle avait accès à quelques-uns des meilleurs soldats et armes de l'époque — les mercenaires celtes et ibères étaient respectés dans tout le monde antique et beaucoup a été dit de leurs armes et du fer ibère — et à un territoire étendu à cultiver pour alimenter ses troupes.
Les exploits militaires d'Hannibal peuvent se diviser en quatre phases : la conquête de l'Hispanie, y compris le siège de Sagonte ; la traversée des Alpes ; les grandes batailles d'Italie et l'usure postérieure, jusqu'à son retour en Afrique.

#### Charisme et empathie avec les troupes
Hannibal accompagna son père, Hamilcar, dans la conquête de la Péninsule ibérique. Là-bas, en plus d'apprendre de son progéniteur ce qui serait les bases de sa doctrine tactique, il partagea la vie des soldats, qui le proclamèrent général par acclamation.

« On le vit souvent, couvert d'une casaque de soldat, s'étendre à terre au milieu des sentinelles et des corps de garde. Ses vêtements ne le distinguaient nullement des autres : ce qu'on remarquait, c'étaient ses armes et ses chevaux. Il était à la fois le meilleur cavalier, le meilleur fantassin. Le premier, il s'élançait au combat ; le dernier, il quittait la mêlée. »

— Tite-Live, Histoire romaine (Tite-Live) - Livre XXI#4.
Selon la stèle de Lacinium, Hannibal envoya 200 cavaliers espagnols, 13 850 fantassins et 870 frondeurs baléares pour défendre l'Afrique. De même, il transféra 450 guerriers de cavalerie africains et libyo-phéniciens en Espagne. De cette manière, il prétendait s'assurer leur fidélité.
Après avoir pris Sagonte, Hannibal harangua les troupes ibères, leur donnant permission pour qu'elles passassent l'hiver en leur foyer. Ainsi, pour les Espagnols, « le repos de tout un hiver leur fit oublier les travaux passés, allégea d'avance ceux qu'ils allaient souffrir, et rendit à leurs corps, à leurs âmes la vigueur nécessaire pour supporter de nouvelles fatigues ».
Au début de son expédition pour l'Italie, il laissa comme garnison 11 000 soldats ibères qui se montrèrent réfractaires à l'idée d'abandonner leur territoire.
Toutes ces marques de comportement favorisèrent l'effet positif de la harangue d'Hannibal, dont nous ont laissé témoignage Tite-Live et Polybe, comme celle qu'il donna à ses soldats après avoir traversé les Alpes, avant la bataille du Tessin :

« Hannibal, ayant par cet exemple mis son armée dans la disposition qu'il souhaitait, s'avança au milieu de l'assemblée, et dit qu'il leur avait donné ce spectacle afin qu'ayant vu dans ces infortunés prisonniers l'état où ils étaient eux-mêmes réduits, ils jugeassent mieux de ce qu'ils avaient à faire dans les conjonctures présentes, que la fortune leur proposait à peu près un même combat à soutenir, et les mêmes prix à remporter, qu'il fallait ou vaincre ou mourir ou vivre misérablement sous le joug des Romains [...] mais que si l'amour de la vie leur faisait tourner le dos à l'ennemi ou commettre quelque autre lâcheté, il n'y avait pas de maux et de peines auxquelles ils ne dussent s'attendre [...] Le spectacle et la harangue produisirent tout l'effet qu'Hannibal s'en était proposé. On vit le courage renaître dans le cœur du soldat. Le général, après avoir loué ses troupes de leurs bonnes dispositions, congédia l'assemblée, et donna ordre qu'on se tînt prêt à marcher le lendemain. »

— Polybe, Histoires III, 11.

#### Positionnement et embuscade
Hannibal montra une capacité stratégique hors norme durant son invasion de l'Italie. Il dominait principalement l'art du placement, du positionnement et de l'embuscade. La splendeur de ses tactiques reposait sur la facilité avec laquelle il poussait les Romains à lutter à ses conditions, sur son terrain et au moment de son choix.
Les troupes celtibères confirmaient être la colonne vertébrale de son armée, qu'il réarma quasi complètement après la débâcle romaine près du lac Trasimène, avec le paquetage de légionnaires tombés. Cependant, son armée souffrit de nombreuses transformations le long des quinze ans qu'elle passa en Italie, de telle façon que vers la fin de son séjour, la majeure partie de celle-ci était formée de Gaulois et de Latins (Ligures, Bruttiens et Campaniens).
Les exploits d'Hannibal et particulièrement sa victoire à la bataille de Cannes ont été étudiés et analysés par les académies militaires du monde entier. Dans l’Encyclopædia Britannica de 1911, l'auteur de l'article dédié à Hannibal fait l'éloge du général carthaginois en ces termes :

« Sur la transcendance du génie militaire d'Hannibal, il ne peut exister deux opinions. L'homme qui fut capable de maintenir ses conquêtes en pays hostile face à plusieurs armées puissantes et une succession de commandants capables, doit nécessairement avoir été un tacticien et un stratège sans égal. Certainement, il surpassa tous les généraux de l'Antiquité dans l'utilisation de stratagèmes et d'embuscades. Ses réussites furent si incroyables que nous devons les admirer encore plus si nous prenons en compte le faible appui qu'il reçut de Carthage. À mesure que tombaient ses vétérans, il se voyait obligé d'organiser des troupes de remplacement où qu'il se trouvât. Il n'est jamais fait mention de mutinerie en son armée, composée d'Africains, d'Espagnols et de Gaulois. Mieux encore, tout ce que nous savons de lui nous est parvenu en majeure partie de sources hostiles. Les Romains le craignaient et le haïssaient tant, qu'ils étaient incapables de lui faire rendre justice. Tite-Live parle de ses grandes qualités, mais il ajoute que ses vices étaient également grands, parmi lesquels il souligne sa « perfidie toute punique » et son « inhumaine cruauté ». Pour le premier vice, il ne semble pas exister de plus grande justification que son art consommé de tendre des embuscades. Quant au second, nous croyons qu'il n'est pas d'autre raison possible qu'en certaines crises, il ait agi avec l'esprit de la guerre antique. Parfois, il contraste de manière plus favorable avec son ennemi. Aucune brutalité n'entache son nom comme celle perpétrée par Claudius Nero sur Hasdrubal, battu. Polybe mentionne uniquement qu'il était accusé de cruauté de la part des Romains et d'avarice de la part des Carthaginois. Il avait, certainement, des ennemis implacables, et sa vie représenta une lutte constante contre le destin. Par la fermeté de ses buts, par sa capacité d'organisation et de maestria dans la science militaire, il est possible qu'il n'ait jamais eu d'égal. »

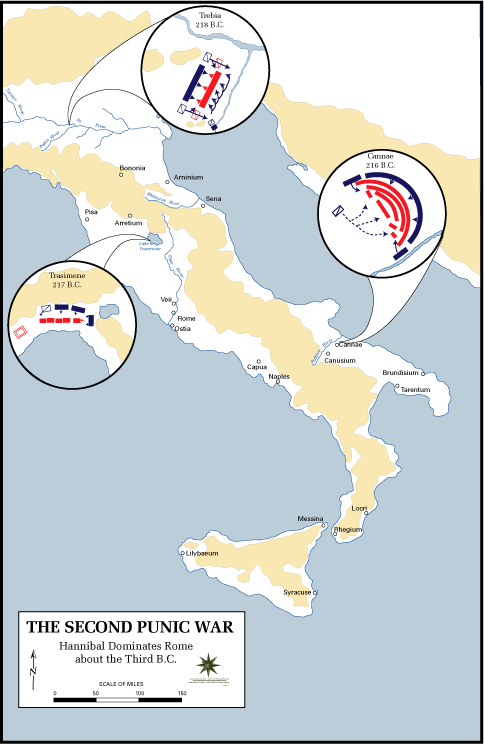
Carte des différentes batailles que livra Hannibal en Italie.

Même les chroniqueurs romains le considèrent comme un maître militaire suprême et écrivent à son propos qu'« il n'exigea jamais des autres rien qu'il n'eût fait lui-même ». Selon Polybe, « comme un sage gouverneur, il a su tellement soumettre et contenir ses gens dans le devoir, que jamais ils ne se révoltèrent contre lui, et que jamais il ne s'éleva entre eux aucune sédition. Quoique son armée ne fût composée que de soldats de divers pays, Africains, Espagnols, Ligures, Gaulois, Carthaginois, Italiens, Grecs, qui n'avaient de commun entre eux ni lois, ni coutumes, ni langage, cependant il vint à bout par son habileté, de réunir toutes ces différentes nations, de les soumettre au commandement d'un seul chef, et de les faire entrer dans les mêmes vues que lui ».
Le document du comte Alfred von Schlieffen (intitulé le Plan Schlieffen), élaboré à partir de ses études militaires, insiste longuement sur les techniques militaires qu'employèrent les Carthaginois pour cerner et détruire l'armée romaine à la bataille de Cannes,. George Patton pensait que lui-même était la réincarnation d'Hannibal (entre autres réincarnations), Patton croyait qu'il était un légionnaire romain et un soldat de Napoléon Ier. Cependant, les principes belliques qui s'appliquaient au temps d'Hannibal, continuent de s'appliquer aujourd'hui.
Enfin, selon l'historien militaire Theodore Ayrault Dodge :

« Hannibal surpassait tout le monde comme tacticien militaire. Au long de l'Histoire, aucune bataille n'a offert un meilleur exemple de l'utilisation de la tactique que la bataille de Cannes. Mais il se distinguait encore plus comme logisticien et comme stratège. Aucun capitaine ne marcha, comme lui, avec et contre tant d'armées qui le surpassaient en nombre et équipement. Nul homme ne résista de lui-même durant autant de temps ou si habilement dans des conditions si adverses de manière si ingénieuse et pleine de courage. Affrontant constamment les meilleurs soldats, menés par de respectables généraux, souvent de grande habileté, il mit en échec tous les efforts qu'ils firent pour l'expulser d'Italie, pendant une demi-génération. Excepté le cas d'Alexandre, et quelques conflits isolés, toutes les guerres antérieures à la deuxième guerre punique, s'étaient dénouées en leur majeure partie, sinon complètement, grâce aux tactiques de bataille. L'habileté stratégique influait seulement jusqu'à un certain point. Les armées marchaient les unes contre les autres, combattaient en ordre parallèle et le conquérant imposait ses conditions à son adversaire. N'importe quelle variation à cette règle conduisait à une embuscade ou à d'autres stratagèmes. Une guerre comme celle-là, qui se menait en esquivant la nécessité d'entrer en bataille, où la victoire pouvait s'obtenir moyennant des attaques contre les communications ennemies, des manœuvres d'affaiblissement, l'obtention de positions d'où pouvoir se retirer rapidement en cas d'attaque, ne se comprenait pas... [cependant] Pour la première fois dans l'histoire de la guerre, nous voyons deux généraux s'esquivant mutuellement, occupant les hautes terres, marchant sur les flancs de son rival pour capturer des villes ou des provisions en arrière-garde, se traquant mutuellement avec des tactiques de guérilla, et s'aventurant rarement à livrer bataille, bataille qui pouvait se transformer en un désastre complet ; tout cela avec le but préconçu de mettre l'adversaire en désavantage stratégique... que tout cela se soit produit est dû aux enseignements d'Hannibal. »

#### Guerre d'usure
Vers 204 av. J.-C., le signe de la guerre s'était clairement penché en faveur du côté romain. Trois années auparavant, ils avaient détruit l'armée d'Hasdrubal qui marchait depuis l'Ibérie vers l'Italie à travers les Alpes, avec l'intention de venir en renfort à son frère. Publius Cornelius Scipio avait profité du départ d'Hasdrubal pour en terminer avec la domination carthaginoise dans la Péninsule Ibérique, comme résultat de la bataille d'Ilipa. Avant le harcèlement continu des Romains, Hannibal était passé à la défensive.
Après la bataille du Métaure, Hannibal décida de concentrer ses troupes et en alliés dans le Bruttium, « le coin le plus reculé d'Italie ». Il renonça au reste de ses positions en Lucanie et en Grande-Grèce, parce qu'elles avaient, apparemment, perdu leur importance stratégique et qu'il les considérait comme indéfendables devant la supériorité romaine. Plus encore, ayant perdu de nombreuses troupes dans les villes conquises par les Romains les années précédentes, il tentait de minimiser ses pertes. Le Bruttium était une région éminemment montagneuse, entourée quasi complètement par la mer, la base parfaite pour qu'Hannibal surveillât l'avancée romaine et ainsi forçât le Sénat à maintenir une puissante armée mobilisée contre lui.
Curieusement, Hannibal utilisa les mêmes tactiques que son père Hamilcar Barca avait employées durant sept ans à Ercte, en Sicile, durant la première guerre punique. D'après l'historien militaire Hans Delbrück, l'objectif de cette tactique était d'inciter Rome à signer un traité de paix, en échange de renoncer à la base punique qu'il possédait en Italie.
Tite-Live décrit les caractéristiques de ces combats en la manière suivante :

« On faisait dans le Bruttium du brigandage plutôt qu'une guerre en règle, les Numides en ayant donné l'exemple, et les Bruttii, par goût naturel autant que par alliance avec les Carthaginois, s'étant empressés de suivre cette coutume ; à la fin, les Romains, eux aussi, arrivant, par une véritable contagion, à prendre plaisir au pillage, faisaient, autant que leurs chefs le leur permettaient, des incursions en territoire ennemi. »

— Tite-Live, Histoire de Rome, XXIX,6
Hannibal eut à lever des impôts et obtenir de nouvelles ressources au moyen de confiscations. Ces mesures minèrent sa popularité parmi la population locale, ce qui entraîna de nombreuses défections. La déportation de citoyens soupçonnés de petite loyauté depuis des forts stratégiques, fait rapporté par Appien, apporta une plus grande sécurité à Hannibal, sauf dans le cas de Locres.
Pressé par la perte d'un port si stratégique, Hannibal fixa sa base « à Crotone, qui se trouva être bien située pour ses opérations et où il établit son quartier général contre les autres villes ». Comme l'an précédent, il se vit obligé d'affronter deux armées de deux légions chacune, l'une dirigée par le consul Publius Licinius Crassus Dives, et l'autre par le Proconsul Quintus Caecilius Metellus.
En dépit de constantes attaques sur Crotone, le consul Servilius Caepio ne put éviter qu'Hannibal partît sans délai pour l'Afrique. Appien informe que pour transporter ses vétérans, Hannibal construisit plus de bateaux, en supplément d'une flotte qui était arrivée depuis Carthage, sans que les Romains pussent l'en empêcher.

### Hasdrubal le Boétharque et le réarmement de Carthage
L'armée de Carthage resta très affaiblie par la deuxième guerre punique. Les conditions de Scipion furent dures : la marine de guerre carthaginoise, à l'exception de dix navires, devait être remise à Rome. Également, devaient être remis tous ses éléphants, prisonniers de guerre, déserteurs et l'armée qu'Hannibal avait amenés d'Italie. Il leur était interdit de recruter des mercenaires celtes et ligures, ainsi que d'autres conditions de nature purement économique.
Dans la guerre contre Massinissa de 150 av. J.-C., Hasdrubal le Boétharque réunit une armée de 25 000 fantassins et 400 cavaliers, à laquelle il ajouta ultérieurement 6 000 cavaliers numides, déserteurs des rangs de Massinissa. Avant la bataille, les renforts puniques doublèrent quasiment ce nombre.

« Quand Massinissa aligna son armée, Hasdrubal aligna la sienne en opposition. Elle était très grande, puisque les recrues étaient venues en masse depuis les alentours. Scipion observa la bataille d'une hauteur comme quelqu'un qui assisterait à un spectacle au théâtre. Il disait souvent après qu'il avait assisté à plusieurs combats, mais qu'il n'en avait jamais aussi bien apprécié aucun autre, car là seulement il avait vu se joindre à la bataille facilement 110 000 soldats.
[...] Ainsi, des 58 000 hommes qui composaient l'armée, seuls quelques-uns retournèrent indemnes à Carthage. Parmi eux, se trouvaient Hasdrubal (le Boétharque) et d'autres nobles. »

— Appien, Guerres Étrangères, « Les Guerres Puniques »
Sur demande punique, Rome envoya des médiateurs pour arbitrer entre Carthage et la Numidie, avec ordre de favoriser Massinissa le plus possible. En voyant comment la ville avait prospéré en à peine cinquante ans, les Romains commencèrent à méditer sa destruction. De Carthage on exigea, au fur et à mesure : otages, bateaux, armes et machinerie militaire. Quand tout cela fut mené à terme, et que les Puniques se trouvèrent désarmés, Rome exigea qu'ils abandonnassent la ville, qui serait détruite, et qu'ils s'installassent à l'intérieur des terres.

« Quand leurs lamentations cessèrent, il y eut un autre intervalle de silence, ils montrèrent que leur ville se trouvait désarmée, vide de défenseurs, qu'elle ne possédait pas un seul navire, ni une catapulte, ni une épée, ni le nombre suffisant de guerriers, en ayant perdu 50 000 peu de temps auparavant. Ils n'avaient pas non plus de mercenaires, ni d'amis, ni d'alliés ni le temps pour s'en procurer. Leurs ennemis étaient en possession de leurs enfants, de leurs armes et de leurs territoires. Leur ville se trouvait cernée par des ennemis qui disposaient d'une flotte, d'une infanterie, d'une cavalerie et de machines de guerre, tandis que Massinissa, leur autre ennemi, guettait leur flanc. »

— Appien.
La guerre fut inévitable, et le sénat de Carthage libéra tous les esclaves, élut de nouveaux généraux et nomma Hasdrubal, qu'il avait condamné à mort, commandant en chef. Hasdrubal disposait d'une armée de 30 000 hommes.
À l'intérieur des murailles, ils élurent comme capitaine un autre Hasdrubal, neveu de Massinissa. Tous les temples, chapelles et tout espace inoccupé furent convertis en usine, où les hommes et les femmes travaillaient jour et nuit sans repos, recevant de la nourriture régulièrement et en rationnement. Chaque jour, ils fabriquèrent 100 boucliers, 300 épées, 1000 projectiles de catapulte, 500 javelots et autant de catapultes qu'ils purent produire. Comme cordes pour les tendre, ils utilisèrent les cheveux de leurs femmes.
Durant l'assaut manqué de Mancinus sur Carthage, on mentionne Bitias, déserteur de l'armée de Gulussa, comme général de cavalerie, sous le mandat duquel on trouvait 6 000 fantassins et 1 000 cavaliers « vétérans et bien entraînés ». Tandis qu'Hasdrubal le Boétharque disposait, à ce moment-là, de 30 000 soldats.
Au moment de la prise et de la destruction de Carthage (hiver 146 av. J.-C.), deux armées carthaginoises étaient toujours en campagne : à l'intérieur, l'armée de Diogène, qui avait assumé le commandement comme successeur d'Hasdrubal, comptait quelque 84 000 hommes au moment où il fut défait par Scipion à Néphéris, chiffre auquel on incluait les troupes de Bitia.
Durant la conquête de la ville, les Carthaginois agirent en utilisant des tactiques de guérilla urbaine, combattant rue par rue, maison par maison et quartier par quartier. À l'intérieur de la ville, Hasdrubal disposait de 36 000 hommes, bien que ce chiffre soit probablement exagéré.

## Structure

### Infanterie

#### Le Bataillon Sacré

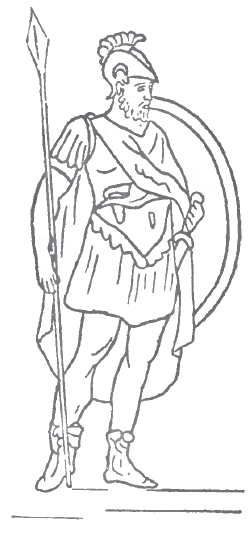
Fantassin du Bataillon Sacré.

Le Bataillon Sacré était un corps d'élite, similaire au Bataillon sacré de Thèbes, qui habituellement ne combattait pas hors du territoire africain. Il se situait au centre de la formation de l'armée, immédiatement derrière des éléphants et protégé sur les ailes par les auxiliaires mercenaires et la cavalerie. Il était constitué par des fils de nobles de Carthage et ceux-ci possédaient une grande préparation pour le combat. Étant donné la condition sociale de ses membres, ils disposaient du meilleur équipement possible.
Selon la majorité des auteurs classiques, les membres du Bataillon Sacré combattaient à pied et exerçaient les fonctions de garde personnelle du général ou commandant carthaginois de l'armée.
Cette force choisie comptait 2 500 hommes — ce qui semble être sa composition habituelle — à la Bataille de Crimisos, en l'année 341 av. J.-C., quand l'armée carthaginoise fut vaincue par celle de Timoléon, qui commandait l'armée de Syracuse. Dans cette bataille, le Bataillon Sacré fut anéanti.
Plutarque décrit ainsi l'armée carthaginoise qui s'approchait de la rivière Crimisos :

« On découvrit alors le Crimèse, et l’on vit les ennemis sur le point de le passer. En tête, venaient leurs quadriges, formidablement équipés pour le combat, et, derrière, dix mille fantassins à écus blancs. On devinait que c’étaient des Carthaginois à l’éclat de leur équipement, à la lenteur et à l’ordre de leur marche. Après eux, les soldats d’autre provenance affluaient, opérant le passage en tumulte et en désordre. »

Plutarque chiffre les pertes à 10 000 hommes, dont 3000 étaient carthaginois :

« [...] sur dix mille ennemis morts, il y eut trois mille Carthaginois, grande perte pour leur cité. Car ni pour la naissance, ni pour la richesse, ni pour la réputation, ceux-là n’avaient leurs supérieurs ; et l’on ne rapporte pas que jamais les Carthaginois proprement dits aient eu autant de morts dans un seul combat ; car, la plupart du temps, c’étaient des Libyens, des Ibères et des Numides qu’ils employaient pour la bataille. Ainsi les étrangers faisaient les frais de leurs défaites. »

Diodore de Sicile chiffre les pertes du Bataillon Sacré à 2 500, et les pertes totales de l'armée carthaginoise à 10 000 morts et 15 000 prisonniers, en majorité des mercenaires.
Après sa malheureuse participation à la Bataille de Tunis (310 avant notre ère) contre Agathocle de Syracuse en 310 av. J.-C., ses effectifs augmentèrent jusqu'à 12 000 hommes.
C'est le chiffre qui apparaît à la Bataille des plaines du Bagradas (255 av. J.-C.), et le chiffre de soldats recrutés est similaire pour s'opposer au soulèvement des mercenaires en 240 av. J.-C.

#### L'infanterie libyphénicienne

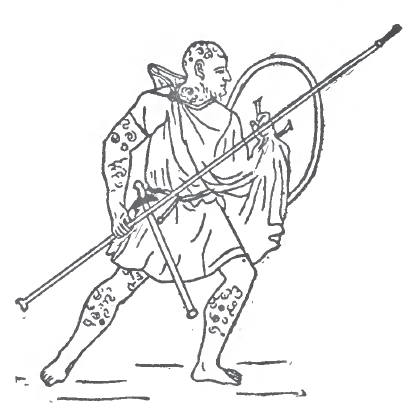
Lancier africain (liby-phénicien).

Tite-Live décrit l'infanterie libyo-phénicienne comme « mixtum Punicum Afris genus », prenant probablement Polybe comme source. Elle constituait la force la plus loyale et capable de l'armée carthaginoise. De même, ils constituaient la majorité des forces d'infanteries carthaginoises et ont été déployés sur des fronts divers notamment en Espagne, Sicile ou encore en Sardaigne.
Vers le IIIe siècle av. J.-C., les Libyphéniciens étaient l'unique ethnie sous domination carthaginoise, et elle était obligée par la loi de fournir des soldats à la métropole. Une fois recrutés, néanmoins, il existe des indices qu'ils recevaient un salaire aussi copieux que celui des troupes mercenaires. Polybe affirme qu'ils constituaient le noyau de la cavalerie, en plus de fournir les troupes d'infanterie.
Antérieurement à la première guerre punique, les Libyo-phéniciens étaient équipés de heaumes et de cuirasses de fer. Ils portaient de grands boucliers blancs qui protégeaient la plus grande partie de leur corps, et ils marchaient en formation lente et ordonnée (très probablement du même style que la phalange macédonienne). Des contingents de chars de guerre au dessin sémite les appuyaient, qui étaient très utilisés dans les guerres coloniales.
Au début de la guerre, on les décrit équipés à la manière hoplitique tardive, comme les mercenaires grecs. Ils portaient un heaume métallique, une cuirasse de lin, des boucliers ronds et des lances longues similaires à la sarisse, en plus d'épées courtes.
Ils utilisaient également, en d'autres occasions, les armures prises aux principes et hastati romains, surtout après la victoire d'Hannibal Barca à la bataille du lac Trasimène (217 av. J.-C.) ; ils complétaient cet équipement avec des casques thraces ou pris à l'ennemi, et une lance courte ou javelot (longche), de laquelle dérivait leur nom de longchoporoi.
Quand Hannibal fut disposé à envahir l'Italie, il laissa en Hispanie 450 cavaliers et 11 850 fantassins libyo-phéniciens sous le commandement de son frère Hasdrubal.
Panoplie
Les lanciers étaient équipés de manière similaire à celle des hoplites grecs. Cet équipement se composait d'une lance lourde de 5 à 7 m de longueur, avec pointe et extrémité en fer, qui se maniait avec les deux mains. En outre, ils portaient une longue épée pour le combat à courte distance et un bouclier rond de 60 cm de diamètre et de forme concave, pensé pour se porter au bras, et qui disposait d'une poignée (antilabé) à son extrémité ainsi qu'une courroie (telamon) qui permettait de le transporter avec aisance, en même temps que, enroulée autour du bras gauche et passée autour du corps, elle permettait de mieux le fixer durant la charge.

Les boucliers de la phalange carthaginoise étaient généralement peints en blanc. Les motifs décoratifs les plus caractéristiques étaient l'étoile, le palmier ou le cheval, symboles de la ville de Carthage, comme le démontrent leurs pièces de monnaie. Ces mêmes boucliers sont décrits par Mamercus, tyran de Catane, après les avoir obtenus d'une partie des mercenaires grec de Timoléon : 

« Ces boucliers teints de pourpre, incrustés d'or, de marbre et de corail, nous les avons pris avec l'aide de pauvres boucliers, petits et sans valeur. »

Les éléments défensifs de la panoplie étaient complétés avec un casque thrace à jugulaire fixe, un cimier métallique et un protège-nuque saillant, bien que dans la description de la Bataille de Crimisos, on affirme que le Bataillon Sacré de Carthage utilisait des casques de bronze coniques sans visière ; une solide cuirasse métallique, réalisée en fer et utilisée indistinctement avec l'armure grecque en lin, qui, au IIIe siècle av. J.-C., serait remplacée par les cottes de mailles d'origine italique ; et des cnémides de bronze décorées qui protégeaient la jambe depuis la cheville jusqu'au début des cuisses, au-dessus du genou, et qu'on resserrait avec des courroies de cuir. Sous l'armure, les soldats portaient des tuniques de couleur rouge, et portaient des sandales.

« Grâce à cela, ils tinrent le premier choc avec vigueur et grâce à leurs cuirasses de fer, à leurs casques de bronze et aux grands boucliers qui les couvraient, ils purent repousser les tirs de javelot. »

Les dépouilles de la Bataille de Crimisos formèrent le trophée de Timoléon, dont les troupes tardèrent pendant deux jours pour recueillir le matériel de l'armée carthaginoise. Les armes qu'il envoya à Corinthe décorèrent les temples de la ville et firent l'envie de toutes les villes de Grèce, non seulement par leur richesse, mais aussi parce qu'elles étaient les seules qui n'avaient pas été obtenues grâce à une victoire sur d'autres Grecs.

#### Les troupes hispaniques
Après la conquête de la Spania, le gros de l'armée carthaginoise était formé par des troupes originaires d'Ibérie. Ces troupes provenaient de deux ethnies différentes : les tribus ibères du Levant et du Sud de la péninsule, et les tribus celtibères de l'intérieur. Elles constituaient les troupes les plus disciplinées des armées puniques, si l'on excepte l'infanterie libyo-phénicienne. Ces soldats, en majorité mercenaires — encore qu'il soit possible qu'il existât des contingents qui obéissent aveuglément à des généraux charismatiques, comme Hannibal, suivant la traditionnelle devotio iberica (es) — fournissaient des troupes de cavalerie légère, d'infanterie légère et lourde.
Ibères

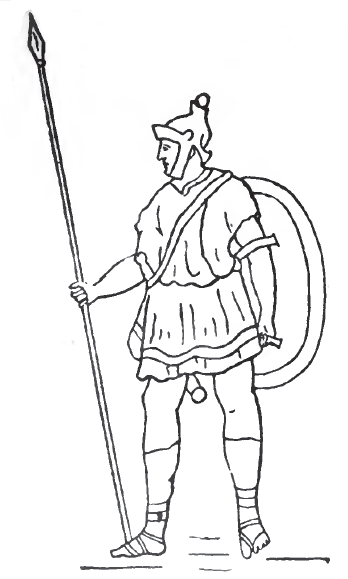
Soldat d'infanterie espagnole de l'armée d'Hannibal.

L'infanterie lourde ibérique portait une armure de mailles ou écailles, un heaume et un bouclier large et oblong, semblable au scutum romain des temps de la République. Son arme principale était la falcata, une épée courte à double tranchant, légèrement courbée, qui frappait avec une précision mortelle et pouvait être utilisée pour trancher ou poignarder.
L'infanterie légère ibérique était équipée avec un jeu de flèches, de deux ou trois javelots, de boucliers légers et de frondes. Certains utilisaient la caetra (en), un petit bouclier rond de cuir ou de bois. Ils allaient généralement sans protection, bien que leur agilité et habileté à l'épée en fît des opposants comparables à l'infanterie lourde en combat ouvert.
Celtibères
Les fantassins celtibériques servaient aussi bien comme infanterie légère que lourde. Ils portaient les mêmes armures que l'infanterie ibérique, bien que leur armement variât. Ils brandissaient la typique épée celtique à double tranchant, destinée à fendre grâce à d'agressifs mouvements d'attaque. Ils portaient un type spécial de javelots, connu par les Romains sous le nom de soliferreum (en) (« seulement du fer ») qui, comme leur nom l'indique, étaient fabriqués uniquement en fer et approximativement de même dimension que le pilum, avec une fonction similaire. Ils employaient aussi la falarique : un manche en bois de pin avec une longue tête en fer à son extrémité, autour de laquelle un soldat enroulait de la laine imbibée d'huile ou de brai et qu'il prenait et lançait dans les airs. Cette arme incendiaire devait être adoptée par les Romains pour être lancée depuis des machines de guerre. Ils portaient des capes noires et, quant aux boucliers, quelques-uns en utilisaient de légers similaires à ceux des Celtes et d'autres des boucliers ronds de la dimension de l'aspis grec. Ils protégeaient leurs jambes avec des bandes de poil tressé, et leurs têtes avec des casques aux cimiers rouges.
Lusitaniens
Les fantassins lusitaniens sont décrits par le géographe Strabon comme agiles et rapides, adroits pour les embuscades, l'espionnage et les retraites. Ils portaient un petit bouclier, de type caetra (en), concave à l'avant et de deux pieds romains de diamètre, que, grâce à des lanières, ils portaient accroché aux épaules, peut-être parce qu'il ne disposait pas d'anse et d'anneaux. Ils étaient armés d'un poignard ou d'un couteau, et de plusieurs javelots, ou d'une lance à pointe de bronze. La plupart se protégeaient avec des cuirasses de lin (similaires au linothorax grec) et seuls quelques-uns utilisaient des cottes de mailles. Ils portaient des casques en métal avec trois aigrettes, ou des heaumes en cuir. De même, ils employaient des protège-tibia (cnémides).

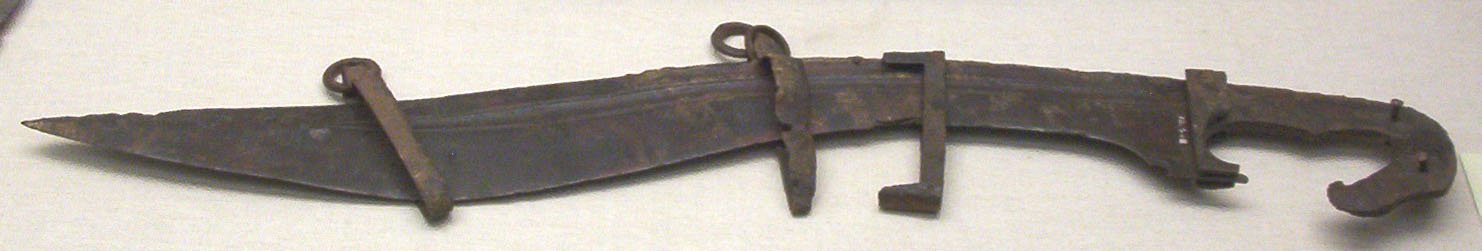
Falcata ibérique fabriquée en fer et argent, Musée archéologique de Madrid.
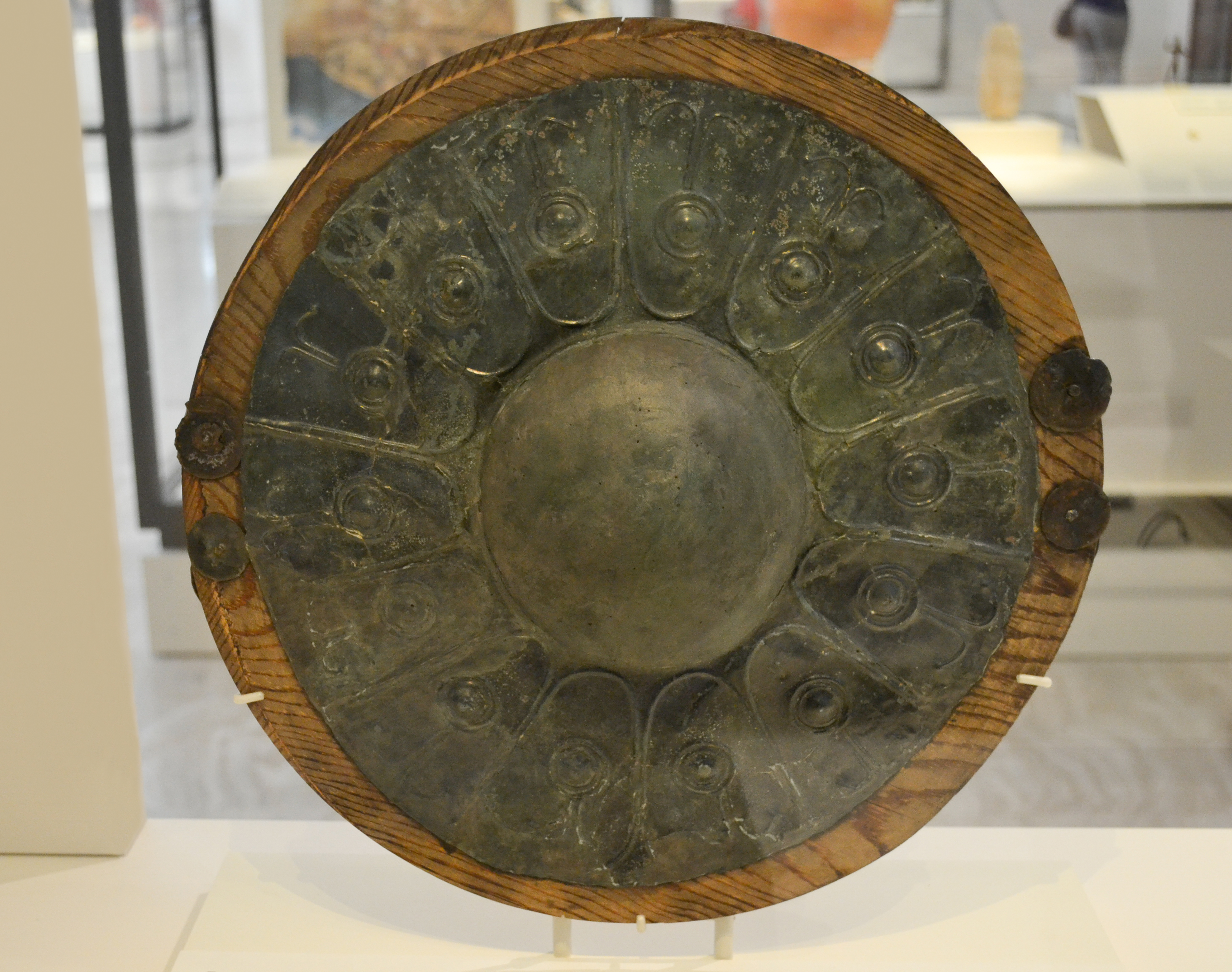
Grand cône central de bronze d'un bouclier circulaire celtibère, Musée archéologique de Madrid.

#### Les frondeurs baléares

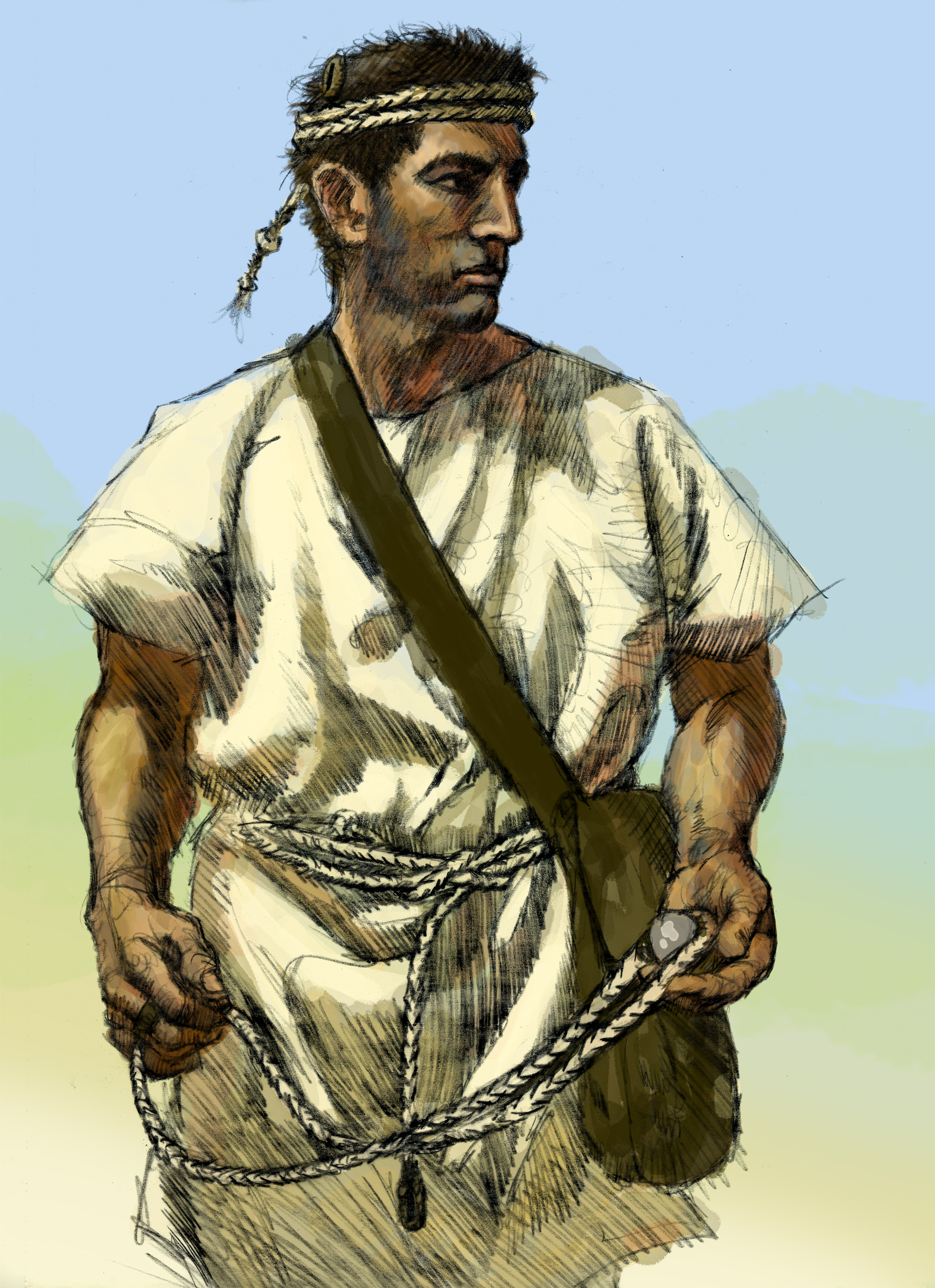
Restitution d’un frondeur des îles Baléares par Johnny Shumate.

Même si on peut le compter parmi les troupes espagnoles d'Hannibal, ce contingent mérite une mention à part de par ses caractéristiques spéciales. Les frondeurs baléares sont cités pour la première fois au IVe siècle av. J.-C. en Sardaigne, durant la conquête de Sélinonte (409 av. J.-C.), pendant la seconde guerre sicilienne. Diodore les situe parmi les combattants carthaginois durant la prise d'Agrigente et, la troisième guerre sicilienne étant déjà commencée, à la bataille d'Ecnomé (310 av. J.-C.), aux ordres d'Hamilcar, fils de Giscon.
D'eux, Diodore de Sicile dit que :

« (...) dans l'art de lancer de grandes pierres avec une fronde, ils surpassent tous les hommes. »

— Diodore de Sicile, Bibliothèque historique V.17.1.
Les frondeurs baléares — mentionnés par les sources comme funditores, par extension de l'arme qu'ils manipulaient, la fronde, appelée funda en latin — combattaient « à demi nus », c'est-à-dire avec un armement défensif réduit. À ce sujet, Tite-Live dit « levium armorum baliares » — armés légèrement —, et « levis armatura ».
De même, il rapporte comme armement défensif, qu'ils utilisaient seulement un bouclier recouvert de peau de chèvre, et comme armement offensif un épieux de bois effilé et les célèbres frondes. Celles-ci étaient fabriquées à l'aide d'une fibre végétale noire tressée, avec des crins ou avec des nerfs d'animaux. Ils employaient trois types de frondes de différentes longueurs, selon la distance de la cible à atteindre. Celles qu'ils n'utilisaient pas à un moment donné, ils les portaient autour de la tête et à la ceinture.
Au contraire, selon Strabon et d'autres auteurs, ils portaient les trois frondes nouées autour de la tête.
Les projectiles, qu'ils lançaient après avoir fait tournoyer trois fois leur fronde, pouvaient être en pierre, en terre cuite ou en plomb. Ils pouvaient peser jusqu'à 500 grammes, et leurs effets étaient semblables à ceux d'une catapulte.
Leur maîtrise de la fronde, Lycophron tentait déjà de l'expliquer en son poème épique Alexandra, où il parlait ainsi des fugitifs de Troie qui arrivent aux Îles Baléares :

« Après avoir navigué comme des crabes parmi les rochers de la Gymnésie entourés de la mer, ils traînèrent leur existence couverts de peaux poilues, sans vêtements, déchaussés, armés de trois frondes à double cordée. Et les mères apprirent à leurs plus jeunes fils l'art de tirer ; car aucun d'eux ne goûtera le pain avec la bouche, si auparavant, d'une pierre précise, ils ne mettent pas dans le mille dans le morceau de pain posé comme cible. »

— Lycophron de Chalcis (280 av. J.-C.), Alexandra (vers 633-641)
Excellents défenseurs et assaillants de fortifications, les Carthaginois les employèrent surtout sur le champ de bataille. Normalement, ils étaient les premiers à intervenir dans les batailles, abattant les premiers rangs ennemis, brisant les boucliers, heaumes et tout type d'arme défensive.
Quand ils n'avaient plus de projectiles ou que l'ennemi était déjà très proche, ils se repliaient près des archers pour céder le pas au gros de l'infanterie légère.
Selon les chroniqueurs, Hannibal comptait environ 2000 frondeurs aux débuts de la campagne dans la Péninsule Italique. Il les disposa au premier rang de son armée les chargeant de commencer la lutte en harcelant les Romains. Il réitéra cette disposition des troupes, qui avait un certain parallélisme avec celle des vélites de l'armée romaine, à Cannes, en 216 av. J.-C. Il est significatif que les contingents de frondeurs fussent cités expressément dans la distribution des troupes qu'Hannibal, dans la Péninsule Ibérique, effectua avant de laisser le commandement du territoire carthaginois à son frère Hasdrubal, auquel il confia 500 Baléares. Hannibal accordait une grande importance à ces troupes et les protégea tout au long de la campagne comme des soldats irremplaçables. Le motif n'était autre que la plus grande réussite et précision que la fronde avait sur l'arc.

#### Les troupes gauloises

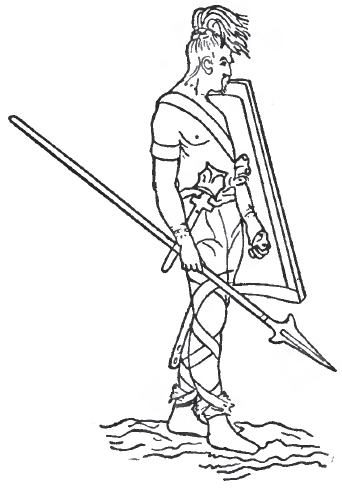
Guerrier gaulois de l'armée d'Hannibal.

Les Gaulois servirent comme mercenaires dans les armées carthaginoises à partir du IVe siècle av. J.-C. au moins. Dans la chronique qu'il fait de la guerre des Mercenaires, Polybe révèle l'existence d'un contingent d'environ deux mille Gaulois rebelles, sous l'autorité d'Autarite, qui combattit lors de la première guerre punique en nombre beaucoup plus grand.

« [..] outre ce détachement, il (Spendios) avait avec lui deux mille Gaulois commandés par Autarite, les seuls restés sous ses ordres après que les autres eurent déserté devant Éryx pour passer dans le camp romain. »

— Polybe, Histoire générale de Polybe « Livre I, 77.5 »
Hannibal recruta de grandes cohortes d'infanterie celtique parmi les tribus gauloises (les Romains appelaient les Celtes « Gaulois ») au nord du Pô, qui constituaient le groupe de soldats le plus enthousiaste parmi les troupes d'Hannibal, puisqu'ils se trouvaient déjà en guerre contre les Romains un siècle avant que le Carthaginois envahît l'Italie.
Organisées en clans, ces troupes agissaient en tant qu'infanterie lourde dans les rangs de l'armée carthaginoise.
Leur arme principale était une épée longue à double tranchant, une arme coupante qu'ils pouvaient brandir de part et d'autre au-dessus de la tête, la laissant tomber ensuite comme s'il s'agissait d'une hache. Durant la guerre de Brennos contre Rome, cette technique tranchait les boucliers romains. Pour contrecarrer cela, les armuriers romains redessinèrent le bouclier, ajoutant une doublure de métal à celui-ci.
Les Gaulois de l'armée d'Hannibal représentaient souvent presque la moitié de ses troupes. Hannibal les utilisait habituellement comme troupes de choc, pour user l'ennemi, préservant sa vaillante infanterie africaine. Cela avait comme conséquence de grandes pertes parmi les troupes gauloises, qui même ainsi étaient facilement remplaçables. Pour les Gaulois, cependant, la possibilité de lancer la plus risquée des attaques était la plus belle récompense qu'ils pussent recevoir, de sorte que leur férocité ou leur loyauté ne diminuait pas.

#### Alliés italiques

Carte de la Péninsule Italique à la fin du

Plusieurs contingents de soldats italiens servirent dans les armées carthaginoises, tantôt comme mercenaires, tantôt comme alliés durant l'invasion de l'Italie par Hannibal en 218 av. J.-C. Parmi eux, les tribus des Bruttiens, Samnites, Sicules, Campaniens et Lucaniens. Selon Polybe, après la bataille d'Ausculum en 209 av. J.-C., Hannibal comptait jusqu'à 40 000 soldats italiens sous ses ordres. Quand il revint en Afrique, la majeure partie des 18 000 vétérans provenaient d'Italie et Polybe mentionne que les Bruttiens formèrent la troisième ligne de son armée — où se trouvaient les vétérans et les troupes d'élite — à Zama.
Bruttiens, Apuliens et Lucaniens
Après la bataille de Cannes, de nombreuses villes de Lucanie, du Bruttium, d'Apulie, et du Samnium, désertèrent l'armée romaine. Les Bruttiens furent parmi les premiers peuples à jurer fidélité à Hannibal. Le général envoya Magon Barca avec un détachement en Lucanie, avec mission de recruter de nouvelles troupes et d'exercer le contrôle effectif sur les villes. Hannon l'Ancien affronta les Romains à la Bataille de Crotone, menant une armée formée par 17 000 fantassins, en majorité bruttiens et lucaniens.
Il existe peu de données sur l'armement des Apuliens. À Conversano, localité proche de Bari, on a retrouvé une panoplie, qui consiste en des cnémides et une solide cuirasse grecque, une ceinture samnite et un casque de type étrusco-corinthien, avec des ailes de bronze et de plumes. L'origine de ce casque, qui n'était pas destiné à couvrir le visage, mais qui s'utilisait comme coiffure, est probablement du VIe siècle av. J.-C. Les Celtes, qui envahirent l'Italie centrale au IVe siècle av. J.-C., eurent une influence sur l'équipement militaire apulien, comme le suggèrent la découverte d'un casque et d'une cuirasse celtiques dans une tombe.
Quant à la tenue militaire des Lucaniens, dans la Tour de Londres, est conservée une panoplie qui consiste en une cuirasse de deux pièces, avec la plastron et épaulière carrés, un casque attique avec porte-plume, des grèves avec des pattes pour les boucles, et un ceinturon samnite. Une autre armure, qui date d'environ 300 av. J.-C., retrouvée à Paestum, consiste en une cuirasse formée par une épaulière et un plastron de trois disques, un casque attique semblable à celui de Londres, des grèves et un ceinturon samnite.

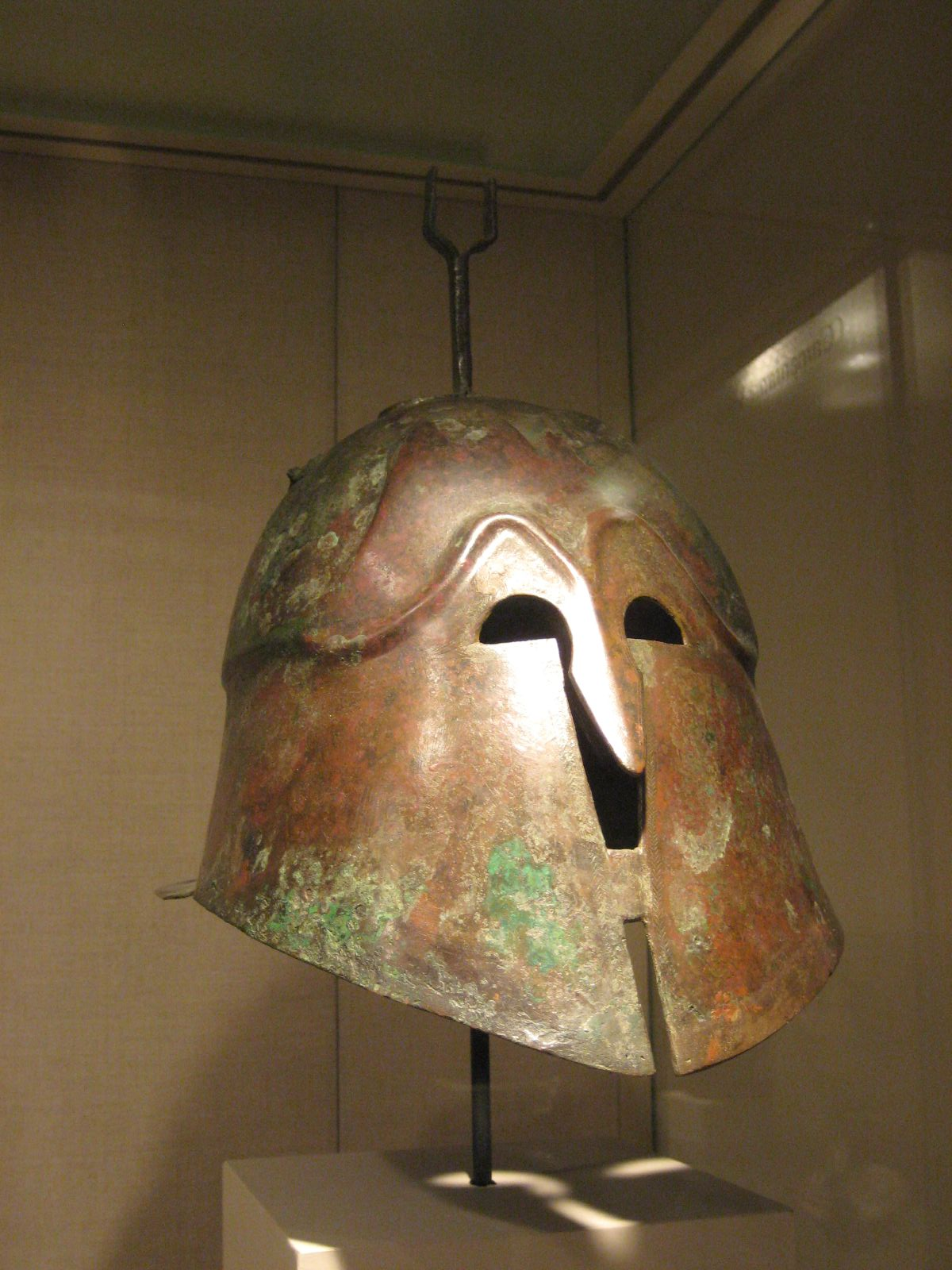
Casque étrusco-corinthien qu'utilisaient probablement les Lucaniens, bronze, Metropolitan Museum, New York.
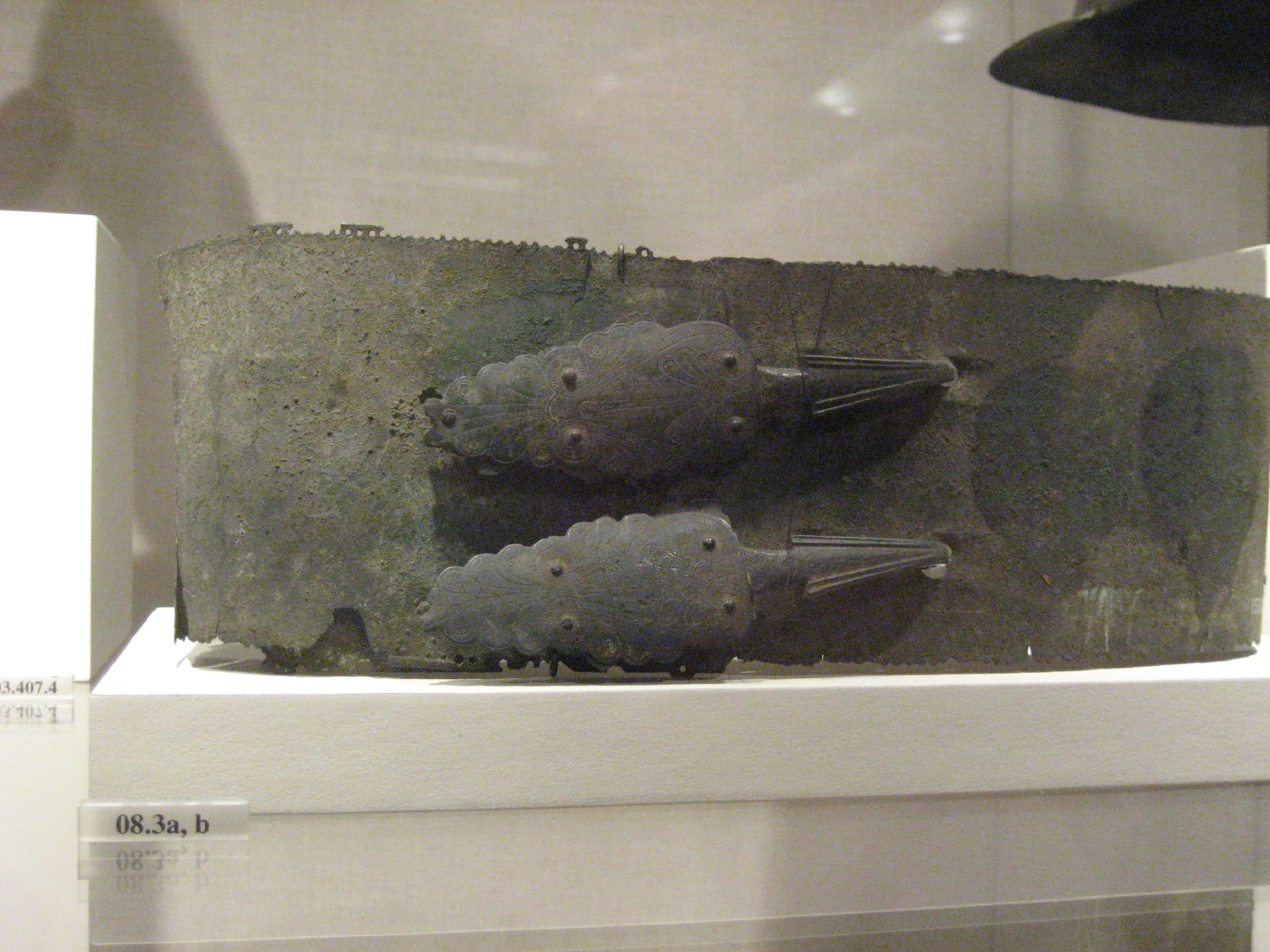
Ceinturon samnite de bronze avec des boucles, bronze, Metropolitan Museum, New York.
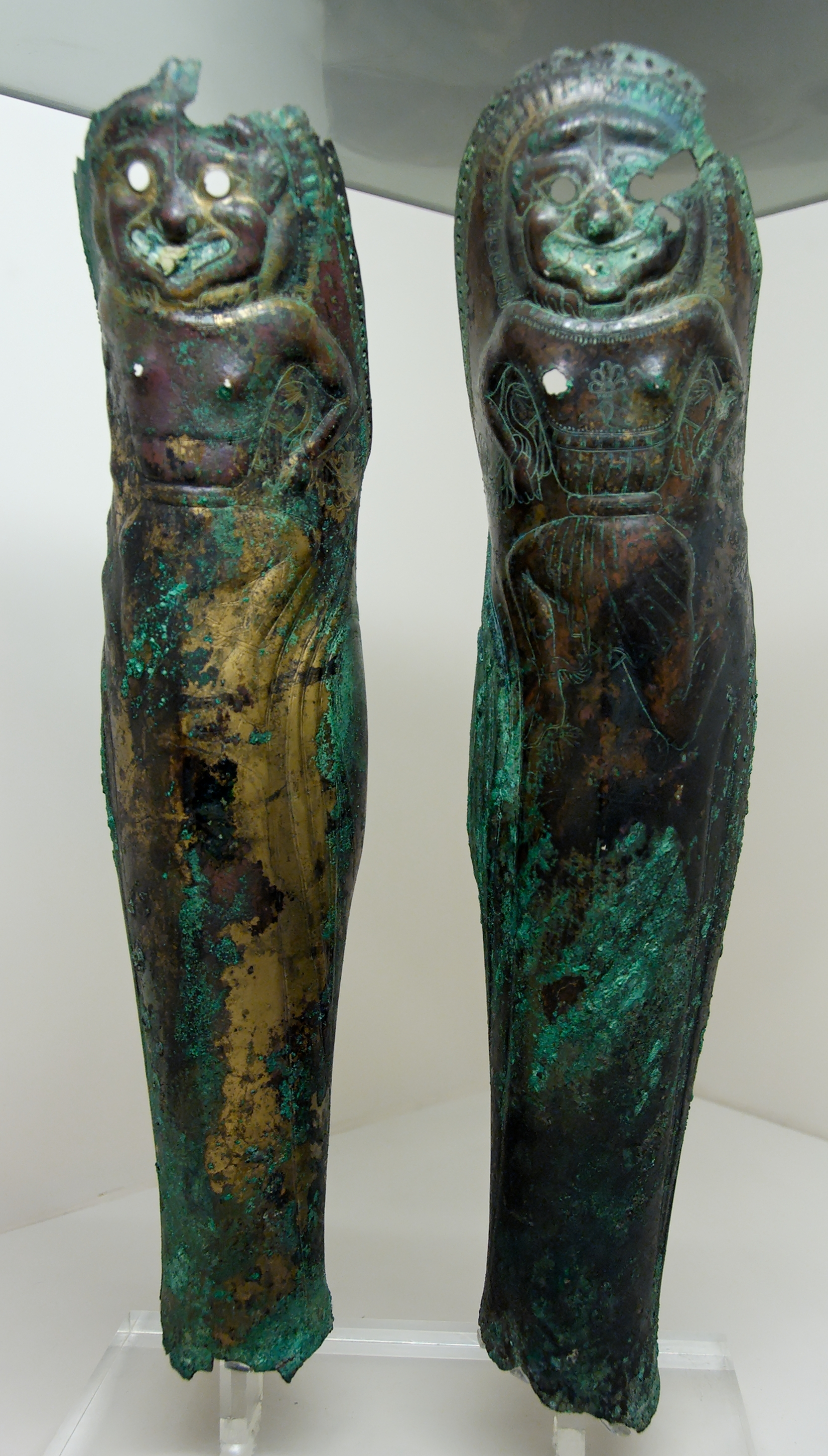
Grèves apuliennes du Ve siècle av. J.-C., British Museum, Londres.
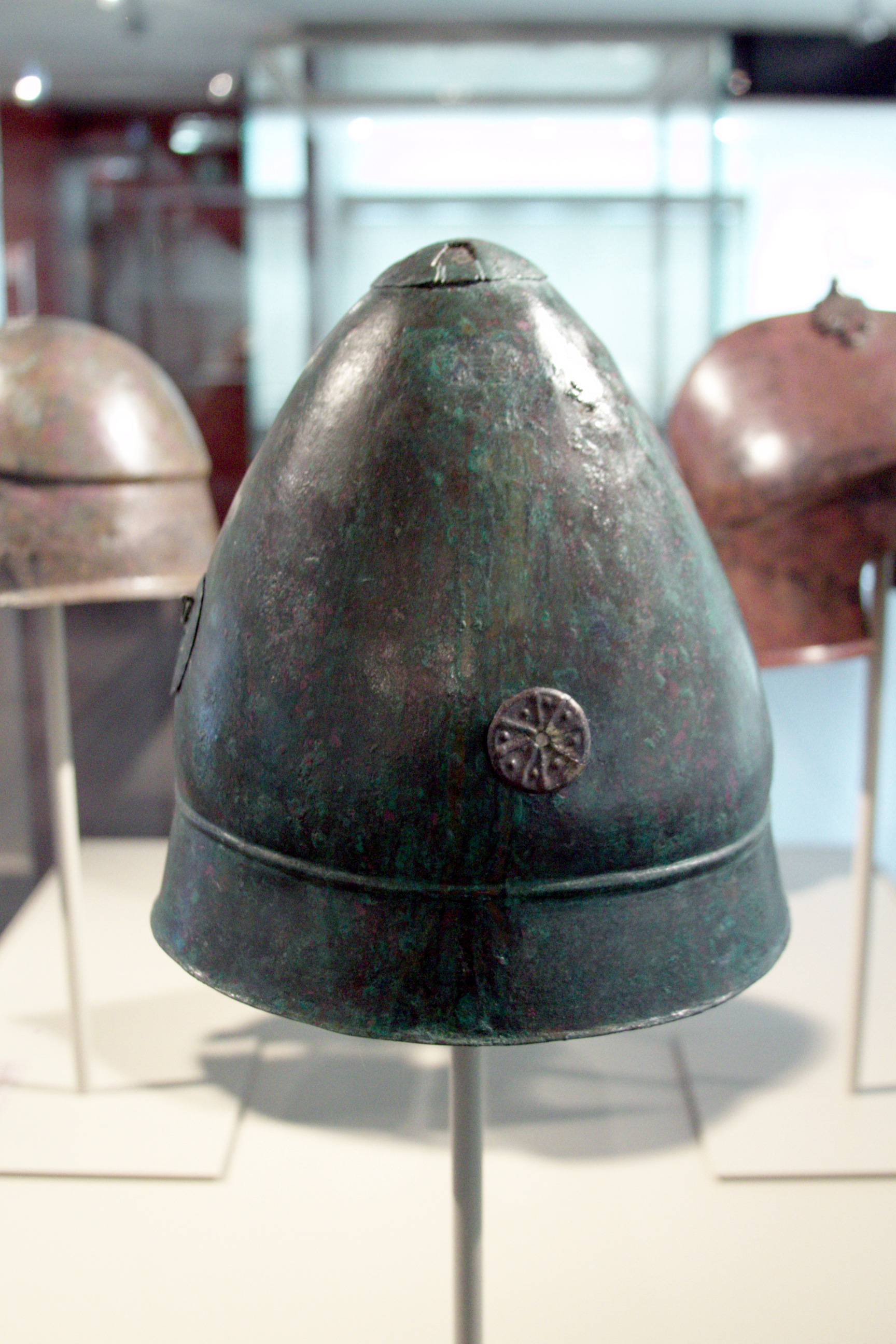
Heaume conique apulien Ve siècle av. J.-C., Musée archéologique de Milan.

Campaniens
On mentionne souvent les Campaniens, dans les sources classiques, comme des mercenaires sans scrupule, qui combattaient aussi bien l'armée grecque que la carthaginoise durant les guerres siciliennes. Ils changeaient d'armée en fonction de meilleures perspectives de salaire ou d'une victoire par une ou une autre faction. Des peintures de cavaliers campaniens retrouvés à Paestum et à Capoue les montrent désarmés, à l'exception du heaume et du ceinturon. Cependant, les peintures de Paestum permettent d'apprécier des armures sur leur cheval, et il paraît logique, étant donné que l'aristocratie fournissait les chevaux, que quelques-uns d'entre eux — sinon tous — fissent partie d'une cavalerie lourde cuirassée.
Ligures
Les Ligures furent alliés des Carthaginois durant la deuxième guerre punique. Ils furent utilisés surtout à l'avant-garde de l'infanterie légère, bien qu'ils servissent également dans l'armée carthaginoise comme explorateurs. Un important contingent de Ligures combattit avec Hasdrubal Barca à la Bataille du Métaure. Avant la fin de la guerre, Magon débarqua en Ligurie, territoire qui fut la base des opérations contre la Gaule cisalpine.
Samnites

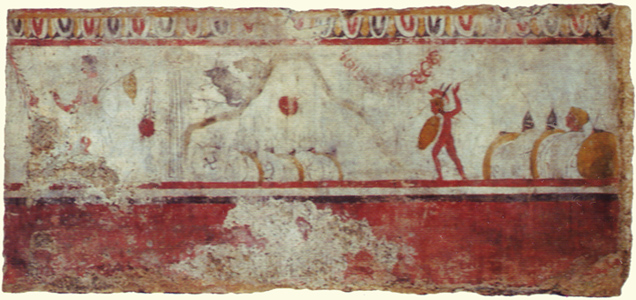
Bataille des Fourches Caudines où sont représentés des soldats samnites. Fresque lucanienne de Paestum.

Les Samnites formaient un peuple belliqueux qui habitait la région du Samnium et qui avait affronté, en diverses occasions, Rome. Bien que les troupes samnites fussent essentiellement composées de fantassins, elles disposaient également d'une cavalerie, comme on peut le voir sur les fresques de Paestum.
L'armement d'un soldat samnite était très similaire à celui d'un légionnaire : ils portaient un bouclier haut et oblong, connu comme le bouclier samnite et le pilum, armes qui furent adoptées par les Romains durant les guerres samnites, entre 343 et 290 av. J.-C. L'infanterie utilisait une lance ou un javelot, mais pas d'épée. Les fantassins couvraient leur torse avec une armure à trois disques, connue sous le nom de cardiophylax, qui renforçait la protection de la poitrine et dont on a retrouvé de nombreux exemplaires. Sous celle-ci, ils portaient une tunique courte entourée d'un ceinturon de bronze, comme symbole de virilité. C'était également un accessoire obligatoire chez les Lucaniens, les Campaniens et les Apuliens.
Les casques samnites, une version modifiée du heaume grec attique, avait un porte-plumes. Les mentonnières du casque étaient articulées et leur décoration était trilobée, fidèle reproduction du cardiophylax ; leur finalité était purement décorative. Leurs chevaux portaient également un chanfrein avec des plumes, ainsi qu'une picière et les cavaliers utilisaient des protège-tibias au lieu de grèves.
Après la bataille de Cannes, toutes les tribus samnites, à l'exception des Pentri, s'allièrent à Hannibal dans sa lutte contre Rome.
Sicules
Les Sicules constituaient une des principales ethnies de la Sicile. Selon Diodore de Sicile, ils combattirent avec les Carthaginois durant la seconde guerre sicilienne, affrontant Dénys Ier de Syracuse, même si, plus tard, ils changèrent de camp devant la supériorité numérique du tyran.

#### Phalange macédonienne
Durant la deuxième guerre punique, Tite-Live mentionne qu'une phalange macédonienne de quelque 4 000 hommes (probablement 4096, une unité de phalange) lutta dans les rangs puniques comme alliés. En tête de celle-ci, on devait rencontrer Sopatre, général de Philippe V de Macédoine.
Chez les historiens actuels, on sous-estime en général la présence de cette troupe, étant donné qu'elle est uniquement mentionnée par Tite-Live, écrivain au caractère apologétique marqué. Le fait qu'une unité complète macédonienne ait combattu coude à coude avec les Carthaginois justifierait encore plus l'intervention ultérieure des Romains en Macédoine. Ce scepticisme est dû à de nombreux facteurs, entre autres le fait que l'unité fût envoyé en Afrique et non en Italie, beaucoup plus proche et où elle eût été plus nécessaire. En ce cas, des alternatives ont été proposées, telles que ladite unité ait fait partie de la garnison de la ville de Carthage, et n'ait pas participé à la bataille, ce qui expliquerait difficilement sa capture postérieure comme prisonniers de guerre, de la part des Romains.
Toujours d'après Tite-Live, ces troupes auraient combattu en seconde ligne sous les ordres d'Hannibal durant la bataille de Zama, après laquelle ils furent capturés. Les ambassadeurs que Philippe V envoya à Rome après la paix avec Carthage, sollicitèrent la remise des prisonniers, sans succès. L'historien romain ne fait plus mention de ces troupes après cette date.

### Archers
Les Carthaginois devaient savoir utiliser l'arc composite, d'origine sémite, bien que son utilisation ne semble pas avoir été étendue à tous les mercenaires. Il n'existait pas de traditions, chez les Ibères et Celtibères, d'utilisation d'arcs comme armes de guerre, bien qu'ils en fissent usage pour la chasse. Ni chez les Celtes, plus accoutumés au combat corps à corps.
Il existe un témoignage d'archers crétois parmi les troupes qui défendirent Syracuse durant le siège de Marcellus, ce qui laisse supposer que l'utilisation de l'arc existait aussi chez les Carthaginois.

« Les premiers rangs étaient formés par 600 Crétois, qui avaient servi sous le commandement d'Hippocrate et d'Épicyde dans l'armée de Hiéron, et avaient fait l'expérience de la clémence d'Hannibal, car ils avaient été faits prisonniers, puis libérés plus tard. »

— (en) Tite-Live, Ab urbe condita libri « XXIV, 30 »
Il est également mentionné l'existence d'archers berbères dans les rangs de l'armée d'Hannibal durant les batailles de Zama et, par implication, à la bataille de la Trébie.

### Cavalerie
Les armées puniques se caractérisèrent, notamment à partir des guerres puniques, par l'utilisation de corps de cavalerie en grands nombres.

#### Cavalerie de citoyens

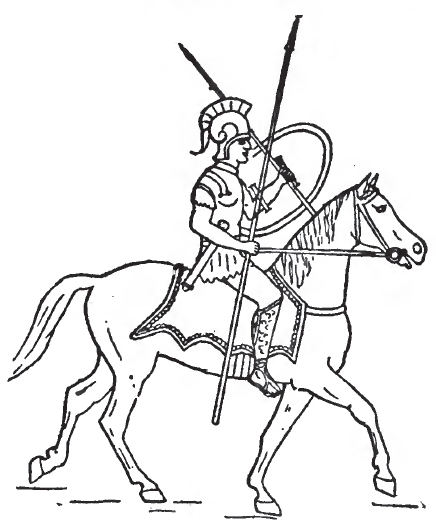
Cavalier de cavalerie de citoyens lourde.

Les citoyens formèrent une partie significative de la cavalerie punique, différenciée des cavaleries libyennes, cantabres et numides. Inspirés des Compagnons (ou hétaires) macédoniens, ils consistaient en une authentique cavalerie lourde, mêlée d'état-major, garde du commandant en chef et école d'officiers. Ils étaient armés de manière similaire à l'infanterie, étaient recrutés parmi la noblesse, qui finançait leur coûteux équipement : cotte de mailles, heaumes et grèves, ainsi qu'un petit bouclier, deux lances (une courte pour être jetée et une autre plus longue) et une épée courte au large tranchant. Ils se caractérisaient par le port de bagues en or, une pour chaque compagnie en laquelle ils avaient servi.
Il n'est pas clairement établi si ces cavaliers faisaient du Bataillon Sacré, bien qu'ils aient probablement formé une entité indépendante de celui-ci.
À Zama (202 av. J.-C.), la cavalerie citoyenne punique ne peut réunir plus de 1 000 cavaliers, qui se réunirent au flanc gauche du dispositif tactique d'Hannibal, tandis que sur le flanc droit étaient réunis les 2000 Numides commandée par le vieux roi des Massæsyles, Syphax (avec l'aide de Tiqueo). Face aux citoyens, ces 2000 formaient les equites de Caius Lelius, tandis que 6 000 cavaliers numides de Massinissa, qui alors combattaient du côté romain, se posaient en face de leurs compatriotes. Devant l'infériorité numérique, leur unique mission consistait à empêcher l'encerclement de leurs troupes par le flanc. L'infériorité en troupes montées obligea le Carthaginois à repousser une charge frontale, un des rares espoirs qu'il avait de battre le dispositif de Publius Cornelius Scipio.
Le combat commencé, la cavalerie punique, désorganisée en partie par quelques éléphants affolés par la douleur que leur causèrent les traits des vélites romains, fut rapidement vaincue et expulsée du champ de bataille par la cavalerie romaine, laissant sans protection le flanc de l'armée carthaginoise.

#### Cavalerie numide
Au chapitre cinquième de ses Histoires, Polybe relate la campagne sicilienne d'un général nommé Hannon, qui embarqua à Carthage avec cinquante éléphants et les troupes qui purent être réunies. De lui il raconte :

« Hannon, voyant les Romains affaiblis, épuisés par la famine et par les maladies qu'engendrait une atmosphère empestée, [...] prit avec lui, outre cinquante éléphants, son armée entière, et se dépêcha de sortir d'Héraclée. Il donna ordre aux cavaliers numides de pousser en avant, d'approcher le plus possible du retranchement des ennemis, de chercher à exciter par leurs provocations la cavalerie romaine, puis de battre en retraite jusqu'à ce qu'ils l'eussent rejoint. »

— Polybe, Histoires « Livre I, Chap. XIX »

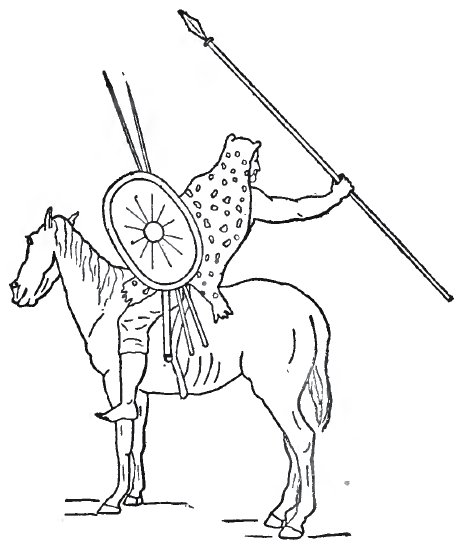
Cavalier numide.

Dans cet extrait, on mentionne pour la première fois les cavaliers numides. Ceux-ci seraient plus tard quelques-uns des soldats embarqués à Carthage ; ce qui n'est pas clair, c'est s'ils agissaient en tant que mercenaires ou comme tributaires/alliés des Puniques. On ne fait pas encore mention des forces libyennes parmi les troupes carthaginoises.
Les cavaliers numides furent présents dans tous les affrontements importants des guerres puniques jusqu'à la défaite finale de Carthage, à partir du pacte passé entre Hamilcar Barca et Naravas à l'époque de la guerre des Mercenaires. Ils furent utilisés massivement par Hannibal, qui parvint à aligner plus de 4 000 cavaliers à Cannes.
Excellents comme cavalerie légère, ils montaient de petits et habiles coursiers arabes ou de Barbarie, habitués au rude climat des steppes du nord du Sahara. Ils accomplissaient des missions d'exploration, de liaison et de poursuite des troupes vaincues pour augmenter le nombre de pertes. Ces caractéristiques furent mises en relief à la bataille de Cannes, où ils furent incapables de rompre d'eux-mêmes les lignes de cavalerie latine. Celles-ci une fois rompues par la cavalerie ibérique, néanmoins, ce sont eux qui furent chargés de commencer la poursuite, avec un remarquable succès en augmentant de manière importante le nombre de pertes. En raison de leur mobilité et de leur rapidité pour se replier, ils étaient utilisés comme appâts dans les embuscades.
Tite-Live rapporte qu'ils emportaient deux chevaux et qu'ils sautaient du cheval fatigué à celui qui était frais, très souvent au moment le plus acharnée de l'échauffourée. Ils n'employaient pas de selles ni de brides et ils guidaient leurs chevaux avec la pression de leurs jambes. Toutefois, Strabon affirme qu'ils passaient des cordes autour du cou du cheval, en guise de brides.
Ils utilisaient un bouclier circulaire et des javelots. Ils portaient, en règle générale, une tunique courte sans aucune protection corporelle, ce qui était problématique face à l'assaut d'un escadron de cavalerie lourde. Strabon les décrit comme étant à demi-nus, à l'exception d'une peau de léopard, qu'ils pouvaient enrouler autour de leur bras gauche pour servir de bouclier.
Leur principale tactique consistait à approcher l'ennemi sans engager de combat de proximité, à le harceler en lançant des traits et à l'attirer sur un terrain défavorable pour être battu par le gros de la cavalerie et des fantassins puniques.

#### Cavalerie hispanique

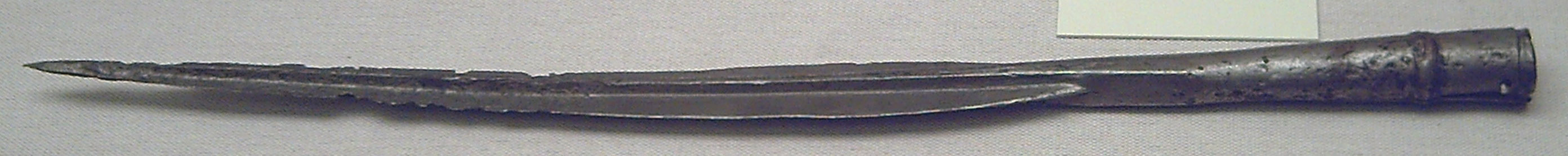
Lance ibère de fer. Milieux des Musée archéologique national de Madrid.

La majeure partie de la cavalerie lourde de l'armée carthaginoise durant la deuxième guerre punique fut apportée depuis l'Hispanie. L'armement du cavalier celtibère consistait en une lance à tête métallique en forme de feuille d'arbre, emboîtée dans le manche, de 30 à 60 cm de longueur. Ils portaient également la falcata et le petit bouclier que portait l'infanterie légère (caetra). Ils se protégeaient avec un heaume, une cotte de mailles et des grèves.
Parfois, ils transportaient un fantassin léger sur la croupe du cheval, armée d'une falcata et d'une caetra. En combat serré, ce fantassin descendait de cheval et luttait à pied. L'usage de selles n'était pas répandu et ils portaient normalement une couverture sanglée au dos du cheval, bien que sur certaines représentations, on puisse distinguer des selles de style hellénique. De même, ils utilisaient des bridons, avec des tringles en forme de croissant de lune. La tête du cheval était protégée par une espèce de harnais, probablement en métal. Les indices archéologiques montrent que les premiers exemplaires de fers à cheval apparaissent dans des tumuli funéraires du centre de la Péninsule ibérique, ce qui pourrait indiquer que les Celtibères en furent les inventeurs.
Les cavaliers possédaient des connaissances avancées en équitation et ils entraînaient cavaliers et chevaux avec un grand dévouement. Un des exercices consistait à entraîner le cheval à s'agenouiller et se maintenir fixe et silencieux en attente du signal. Cette armée était idéale pour les tactiques de guérilla qu'ils pratiquaient souvent.
Bien que la cavalerie hispanique rivalisât avec la numide en vitesse et en habileté sur le cheval, son rôle principal était de d'agir comme cavalerie lourde, rompant les rangs de la cavalerie ennemie.

### Éléphants de guerre
Ces animaux furent introduits comme composante de l'armée carthaginoise sous l'influence des armées de Pyrrhus Ier et les carthaginois abandonnèrent leurs chars à faux en faveur de ceux-ci. Dans les étables de Carthage, il y avait de l'espace pour 300 éléphants de guerre. Les Carthaginois employèrent pour la première fois ces animaux contre les Romains en 262 av. J.-C. à Agrigente en Sicile et obtinrent leur premier triomphe en 255 av. J.-C., quand dans la plaine du Bagradas, les éléphants disposés par Xanthippe en avant de la formation punique, écrasèrent l'infanterie de Marcus Atilius Regulus, dans ce qui peut se considérer comme le plus grand succès de la force des éléphants carthaginois.

« Les Romains repoussèrent les mercenaires carthaginois qui luttaient à l'avant-garde, et se heurtèrent aux éléphants et au reste des rangs de leur armée. »

— (es) Polybe, Histoires « T.I L.I Cap.V ».
Cette phrase au sujet de la Bataille d'Agrigente (262 av. J.-C.) nous indique la façon de combattre qu'adopta Hannon (qui n'était pas la plus commune) : les mercenaires luttaient à l'avant-garde, une décision logique, d'une certaine façon, car ainsi on évitait les désertions et trahisons. Les mercenaires étaient contrôlés depuis l'arrière-garde et en cas que la bataille prît mauvaise tournure, on perdrait seulement les troupes les moins indispensables et les moins onéreuses.

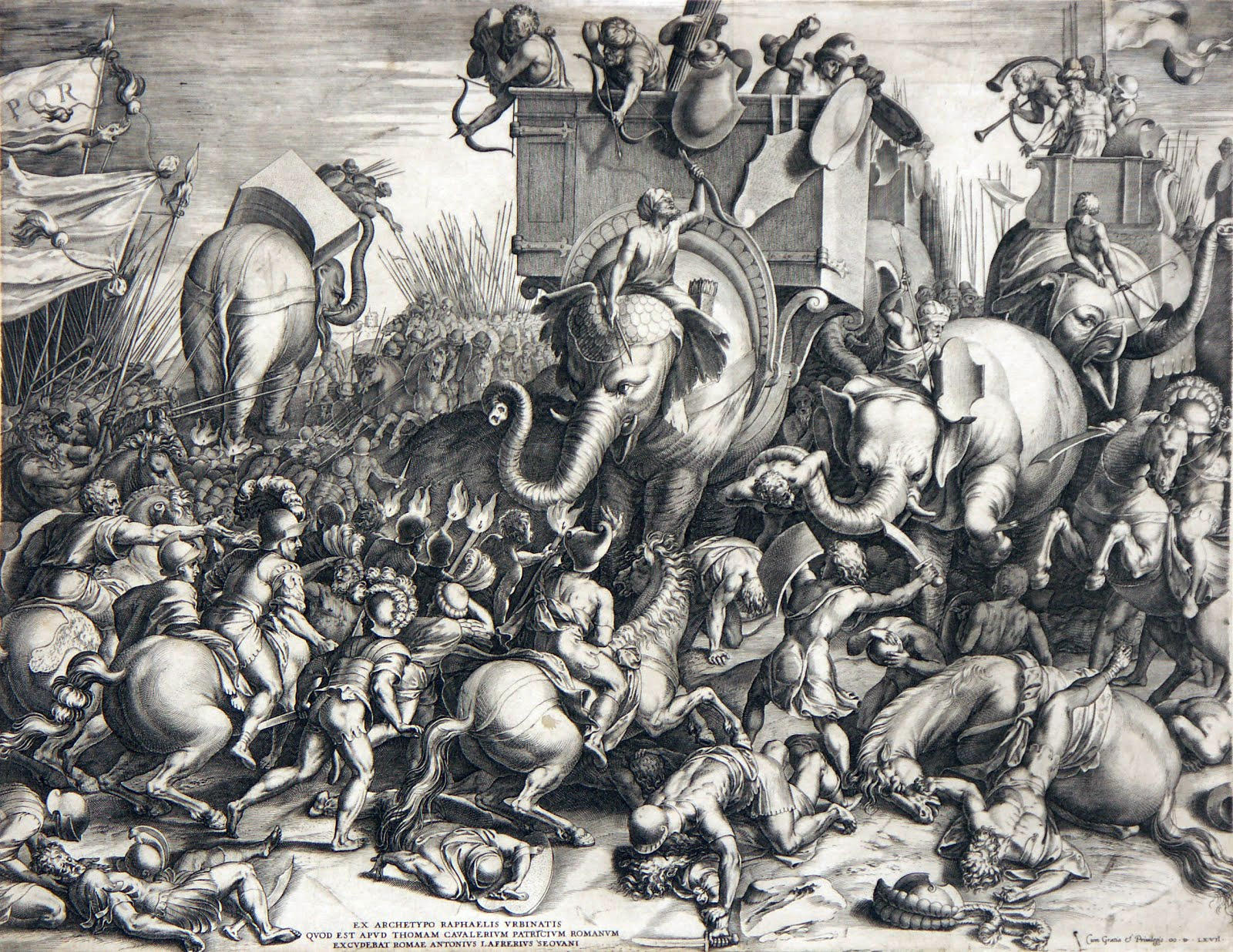
Éléphants de guerre attaquant l'armée romaine durant la Bataille de Zama. Illustration de Cornelis Cort (1567).

Il est étrange que les éléphants aient combattu en deuxième ligne. Ce qui fait penser que peut-être les utilisait-on comme des plateformes pour les archers plus que comme d'antiques « chars de combat », car en seconde ligne, ils ne pouvaient charger l'adversaire et, néanmoins, ils laissaient aux archers situés sur leur croupe une ligne de tir directe vers l'ennemi.
Carthage obtint initialement quelques éléphants d'Asie à travers l'Égypte des Ptolémées, qui lui fournit également des conducteurs indiens, base du futur corps de mahouts. Ces éléphants, de grande taille — autour de 3 mètres de hauteur du sabot à l'épaule — pouvaient être équipés pour le combat avec une structure en forme de tour sur la croupe, bien que tous n'en portassent point. En ce cas, leur garnison était formée par quatre hommes : le mahout ou conducteur, généralement de race numide. Il serrait le cou de l'éléphant entre ses bras, se protégeant avec ses grandes oreilles. Il disposait d'un aiguillon pour éperonner l'animal, qu'il pouvait planter dans sa nuque si le pachyderme s'affolait. Dans la tour, voyageaient trois autres soldats : un archer, un lancier équipé à la manière des hoplites et un officier. Certains commandants puniques aimaient à diriger la bataille du haut d'un éléphant, comme Hannibal lui-même au début de sa campagne italienne.
Cependant, la majorité des éléphants de guerre des armées puniques étaient originaires d'Afrique du Nord et appartenaient à une espèce aujourd'hui disparue (loxodonta africana cyclotis) qui était plus petite que les éléphants africains de savane (Loxodonta africana) et des éléphants asiatiques (Elephas maximus). Ainsi leur petite taille empêchait l'usage de tours et donc l'animal était simplement guidé par un cornac. De même, ils pouvaient aussi être recouverts de plaques métalliques en guise d'armure.
L'entretien et le déplacement des éléphants en campagne était compliqué. Polybe relate les difficultés que l'armée d'Hannibal eut pour parvenir à faire traverser le Rhône à ses éléphants, à tel point qu'il se vit obligé de construire un pont de barques et de radeaux. Cependant, comme les constructions s'effondrèrent, les animaux tombèrent à l'eau et finirent par traverser le fleuve en respirant par leur trompe.
Durant la traversée des Alpes, Hannibal put seulement compter avec les éléphants survivants de la bataille de la Trébie, étant donné que la plupart moururent au cours de l'hiver 218 ‑ 217 av. J.-C..
Au cours de la Bataille d'Adys, Polybe affirme que Carthage avait ses principales espérances mises dans la cavalerie et les éléphants. Cette affirmation sera une constante durant la totalité des deux premières guerres entre Rome et Carthage.

### Chars de guerre

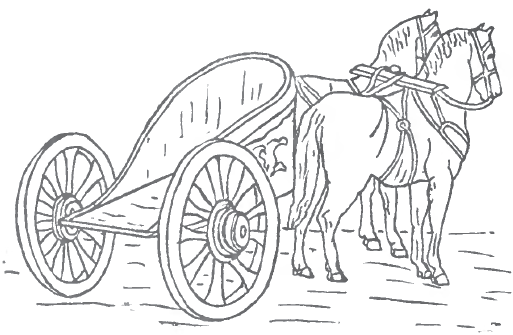
Char de guerre punique.

Bien qu'on n'ait pas retrouvé d'illustrations de chars de guerre punique, il existe des reliefs de véhicules phéniciens et chypriotes, qu'on peut supposer similaires — sinon identiques. Les chars de guerre continuaient d'être utilisés à Chypre au début du Ve siècle av. J.-C., apparemment de conception punique, bien qu'à la même époque ils aient cessé d'être utilisés par le reste des Grecs. Il existe de nombreuses représentations en terre cuite de chars chypriotes à partir des VIIe et VIe siècles ; en outre, on a découvert des restes de chars royaux de Salamine à Chypre, qui datent du milieu du VIIIe siècle av. J.-C. De même, ont été découvertes des représentations de chars royaux et sacrés sidoniens sur des pièces de monnaie sidoniennes du Ve siècle av. J.-C.
L'orfèvrerie phénicienne des VIIIe et VIIe siècles est également une source prolifique d'images de chars de guerre. Des parties de chars de guerre punique retrouvés dans la Péninsule Ibérique (VIIIe siècle av. J.-C.), ainsi que des illustrations des mêmes, gravées sur des tombes, également sur le sol ibérique, permettent de confirmer leur emploi dans les campagnes étrangères de Carthage.
Selon ces données, les chars puniques avaient un style similaire, aussi bien dans la construction qu'en tactiques de combat, aux chars assyriens des VIIIe et VIIe siècles (par exemple, les chars de commandement se distinguaient dans le champ de bataille par des parasols). Les derniers chars de guerre de Salamine et du Levant étaient à double essieu, avec un joug pour quatre chevaux, selon le modèle assyrien. Celui-ci serait le modèle de char punique du IVe siècle av. J.-C.
Élément archaïque des armées carthaginoises et d'origine phénicienne, les chars à faux carthaginois biges et quadriges continueront d'être utilisés jusqu'au IVe siècle av. J.-C. au moins pour disparaître complètement durant les guerres puniques. En effet, Diodore mentionne le déplacement vers la Sicile de 300 chars de guerre, ainsi que de 2000 paires de chevaux de « réserve », durant la guerre contre Denys l'Ancien.
Durant l'expédition de 341 av. J.-C. contre Timoléon, les quadriges carthaginois avancèrent en face de l'armée et jouèrent un rôle décisif pour repousser une attaque surprise de la cavalerie syracusienne, commandée par Damaretus, sur les troupes puniques qui traversaient le fleuve Crimisos. La mobilité des chars, dotés de lames dans les roues, fit échouer et reculer la cavalerie syracusienne. Pour contrecarrer et bloquer l'accès de ces véhicules, Timoléon attaqua frontalement avec ses troupes d'élite, vainquit et captura 200 chars.
Lors des premiers combats après l'invasion de l'Afrique (310 av. J.-C.) par le tyran Agathocle de Syracuse, l'armée punique aligna jusqu'à 2000 chars et 1 000 cavaliers face aux Syracusiens, qui manquaient de troupes montées. Malgré une telle disproportion de forces, la charge initiale de la cavalerie et des chars se fracassa contre l'infanterie ennemie, qui minimisa l'impact des cavaliers et des véhicules. En outre, les archers et frondeurs les harcelèrent avec les tirs massifs de projectiles, les forçant à reculer sur leur propre infanterie, et ainsi la faisant échouer.
Le char de guerre carthaginois cessa d'être utilisé de manière généralisée après cette campagne.

### Armes collectives
La tradition des Puniques comme innovateurs se reflète souvent dans les sources antiques, comme le relate Tertullien quelques siècles plus tard, l'ingénieur romain Vitruve ou d'autres auteurs comme Pline l'Ancien, qui affirma — de manière erronée, comme l'ont prouvé des découvertes archéologiques — que les Puniques inventèrent la fronde et la baliste.
La guerre en Sicile, une constante tout au long de l'histoire militaire punique, avait quelques caractéristiques singulières. L'île possède deux grandes plaines côtières et plusieurs vallées intérieures qui suivent normalement le cours des rivières principales. Les rares batailles rangées qui eurent lieu en Sicile se tinrent près de la côte, notamment dans la partie sud-est de l'île. La grande densité de villes, dont de nombreuses étaient fortifiées, compliquait le contrôle du territoire et subordonnait celui-ci à une guerre de siège continuelle. Pyrrhus échoue à de Lilybée car il n'a pas une flotte assez puissante, mais il réussit à Éryx par un assaut frontal. Un autre exemple résulte de guérillas d'Hamilcar lors de la première guerre punique, qui utilisa cette dernière ville comme base des opérations grâce à ses défenses naturelles. Syracuse elle-même fut assiégée en de multiples occasions, tant par les Carthaginois que par les Romains, et Panorme — l'actuelle Palerme — fut conquise et reconquise jusqu'à trois moments historiques distincts.
Cette constante conquête, fortification et défense de villes motiva l'utilisation extensive d'armes collectives pendant quasi trois siècles, depuis le Ve siècle av. J.-C. jusqu'à la fin du IIe siècle av. J.-C. En tout cas, l'utilisation d'armes collectives se généralisa chez les Carthaginois, que ce fût comme engins de siège ou comme armes défensives, et pas seulement dans l'épisode sicilien. Par exemple, après la chute de Carthago Nova lors de la deuxième guerre punique, Scipion s'appropria 120 oxybèles de grande taille et 281 plus petits, 23 grandes lithoboles et 52 de plus petite dimension, sans compter 2500 autres que Tite-Live appelle, anachroniquement, scorpions. Un siècle plus tard, après l'ultimatum de Rome à Carthage à la troisième guerre punique, les Carthaginois rendirent à Rome 2 000 pièces d'artillerie et machines de siège de divers calibres comme une intention désespérée d'éviter le conflit.

#### Le bélier
L'ingénieur et architecte romain Vitruve et son contemporain, le Grec Athénée le Mécanicien, attribuent erronément l'invention du bélier aux Carthaginois. En effet, cet instrument était déjà en usage au Moyen-Orient durant le IIe millénaire av. J.-C. et adopté par les phéniciens sous l'influence des Assyriens. Cependant, il paraît clair que ce furent les Puniques qui introduisirent cet engin de guerre dans le bassin ouest de la Méditerranée et dont ils firent usage pour la première fois durant le siège de Gadir, à la fin du VIe siècle ou au début du Ve siècle av. J.-C.
Un constructeur de bateaux tyrien, du nom de Péphasmène, perfectionna le bélier. Il suspendit le bélier, qui devait cogner contre la porte ou la muraille, à une autre pièce transversale. Utilisant des cordes, le tronc était balancé de telle sorte qu'il frappait avec une plus grande force sur la surface à abattre, et était connu comme Aries Prensilis.

« Un ouvrier de Туr, nommé Péphasmène, témoin de cet effet, suspendit le bélier à une autre pièce de bois transversale, soutenue sur deux poteaux, et employa avec succès cette machine contre les murs de Cadix. »

— Vitruve, Dix livres de l'architecture X, XIX.60 – 63
Une nouvelle évolution du bélier fut réalisée par le Punique Géras, qui construisit une plateforme mobile sur roues et fixa le bélier horizontalement à celle-ci. Celui-ci n'était pas seulement poussé au moyen d'une poulie et de cordes, mais aussi poussé par un grand nombre d'hommes. Athénée attribue aussi aux Carthaginois le blindage du bélier, qui ajoute un toit couvert à la plateforme mobile du bélier, dans ce qui devait être la première tortue.

« Géras fut l'inventeur de la plateforme protégée, qu'il appela tortue, en raison de sa lenteur. [...] Après cela, certaines personnes remorquaient en roulant le bélier et l'utilisaient de cette façon. »

— Athénée le Mécanicien, Mécanique 10.3-4

#### L'artillerie

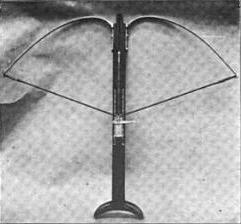
Gastrophète apparu dans l'édition de septembre 1906 de Technical World Magazine.

En 398 av. J.-C., Denys l'Ancien embaucha « les meilleurs ingénieurs de toute la Méditerranée », parmi lesquels se trouvaient plusieurs Carthaginois attirés par les hauts salaires, pour travailler sur le développement des armes collectives. Ces démarches ont comme conséquence la naissance de quelques-uns des premiers engins d'artillerie de torsion, comme la catapulte ou katapeltikon, entre autres inventions, comme le políntonon ou baliste géante, qui est capable de lancer des projectiles de plomb de plusieurs kilos depuis une grande distance. Il est possible que ce dernier engin ait été fondé sur le gastrophète grec, employé depuis longtemps en Grèce continentale, mais à peine connu en Méditerranée occidentale.

« [...] et les Syracusiens tuèrent nombre d'ennemis en utilisant depuis la terre des catapultes qui tiraient des missiles longs et effilés. En vérité, cette arme causa un grand découragement chez les Carthaginois, car il s'agissait d'une invention jamais vue auparavant. »

— Diodore
Quand ils connurent l'ampleur et la puissance des engins de Denys, les Carthaginois décidèrent d'envoyer une grande armée par mer, et chargèrent jusqu'à 600 transports avec fournitures et « machines de guerre », moins d'un an après la chute de Motyé. Ce qui prouve la connaissance ancienne qu'avaient les Puniques de cette zone. Néanmoins, il est probable qu'ils aient continué à se baser sur de vieux engins d'artillerie de tension, comme les oxybèles.
La révolution technologique atteignit aussi les projectiles. Énée le Tacticien décrit l'un des premiers projectiles incendiaires, fabriqué avec du goudron, du soufre, de l'étoupe, de l'encens et des copeaux de bois.

#### Tours de siège
L'utilisation de tours de siège de la part des Carthaginois est documentée en de nombreuses occasions, la première d'entre elles étant le siège de la ville sicilienne de Sélinonte en 409 av. J.-C.. Durant le siège, Diodore mentionne l'emploi de béliers et de tours qui « dépassaient de beaucoup la hauteur des murailles ». Ces machines seraient employées peu après au siège d'Himère. Sur ces tours de siège se fonderait plus tard Denys l'Ancien pour construire la grande tour avec laquelle il assiégea Motyé en 397 av. J.-C. de six étages de hauteur, la plus grande connue jusqu'à cette date. En tout cas, il ne semble pas qu'elles aient eu la complexité des helepolis, utilisées pour la première fois par Alexandre le Grand au Siège de Tyr de 332 av. J.-C. et perfectionnées par Démétrios Ier Poliorcète.
Plus avancée était la tour mobile que construisirent les ingénieurs d'Hannibal lors du siège de Sagonte. Cette tour, d'une hauteur plus grande que celle des murailles de la ville, était pourvue de pièces d'artillerie neurobalistiques à tous les étages. La fonction de ces pièces était de débarrasser les murailles de défenseurs, en détruisant les parapets dans la partie supérieure de celles-ci pour qu'elles fussent inutilisables.

#### Refuges et opérations de minage

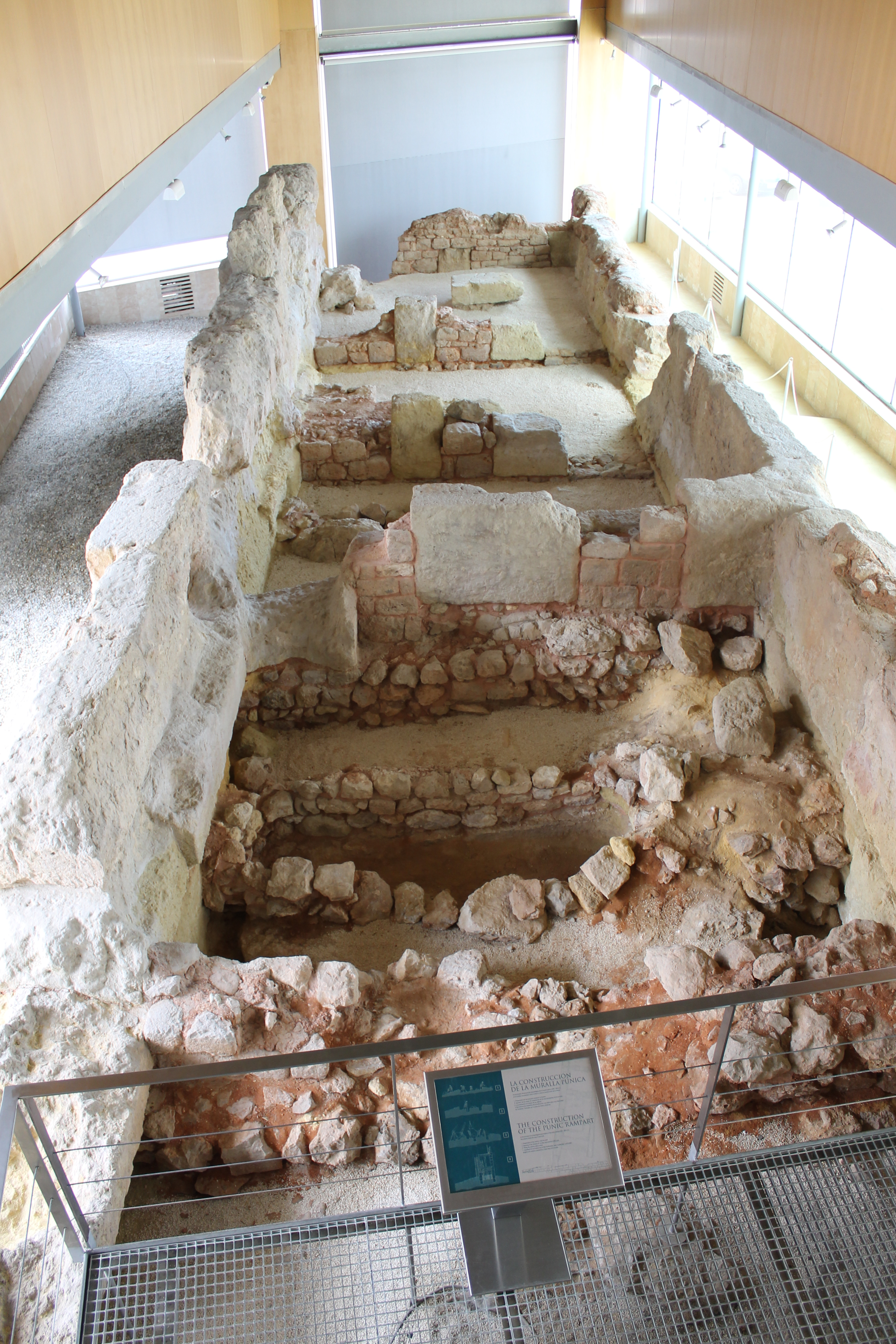
Muraille punique de Carthagène.

Depuis le siège d'Himère, au cours duquel Hannibal recourt au minage du mur de la ville, plusieurs auteurs font mention de l'existence de sapeurs dans l'armée punique, notamment Tite-Live en son récit du siège de Sagonte, où il indique qu'Hannibal disposait d'un corps de sapeurs spécialisés, environ mille cinq cents Africains « minces et très agiles » qu'il envoya avec des pics démolir la muraille, une fois celle-ci « nettoyée » — momentanément, sous l'effet de l'artillerie — de tout défenseur.
Aussi bien, pour que ces sapeurs pussent s'approcher des murs de la ville, que pour le rapprochement d'autres engins de guerre ou de béliers, il était nécessaire d'offrir une certaine protection. Tite-Live mentionne explicitement l'existence de vineas, des galeries protégées par des parapets, qui permettaient aux soldats de s'approcher des murailles, pour effectuer des œuvres de minage ou de pousser les béliers, tandis qu'ils restaient raisonnablement protégés des projectiles ennemis.
Outre ces structures, Tite-Live parle de l'existence de postes de veille permanents (stationes opera) carthaginois. Il n'est pas clairement établi si les Carthaginois levèrent des murs de contournement. Il mentionne, néanmoins, la création d'une tête de pont dans la muraille, que suivait une fortification avancée — castellum — construite avec grande rapidité.
Ces travaux de siège se trouvaient être très importants pour les Puniques, au point que le nom de certains ingénieurs au service d'Hannibal sont parvenus à la célébrité, tels Gorgos, ingénieur des mines ou Crates, ingénieur hydraulique.

### Chefs militaires
Les magistrats carthaginois, comme les suffètes, exerçaient le commandement suprême jusqu'au Ve siècle av. J.-C. À partir d'alors, cette tache incombait directement aux généraux. Il n'est pas clairement établi qui désignait ces chefs militaires, mais ordinairement, ils assumaient le commandement de manière semi-permanente jusqu'à ce qu'ils fussent remplacés.
Les officiers supérieurs, issus principalement des rangs des principales familles de la noblesse agraire ou citadine carthaginoise, constituèrent une unité d'élite unies par des liens qui leur assuraient l'accès au commandement des troupes devant leur propre capacité, bien que leur statut ne les protégeât pas toujours des conséquences de leurs erreurs, étant donné que l'exécution des commandants militaires accusés d'incompétence était fréquente.
Les exemples sont multiples. La terreur du châtiment devait provoquer, par exemple, le suicide de Magon (en) après avoir abandonné le siège de Syracuse en 342 av. J.-C., sans combattre comme conséquence d'une ruse du stratège corinthien Timoléon.
Sa mort n'empêcha pas que la furie des citoyens de Carthage finît par suspendre son cadavre à une potence.
D'autre part, ces chefs militaires dont les succès leur permettaient d'éviter les châtiments pour incompétence parvenaient à accumuler une expérience militaire très large. En ce sens, plus longtemps ils arrivaient à conserver le commandement, plus ils accumulaient de l'expérience et plus ils devenaient efficaces, parvenant à une plus grande cohésion avec les hommes sous leurs ordres et un meilleur fonctionnement global.